# スクーデリア・トロ・ロッソ
スクーデリア・トロ・ロッソS.p.A.（Scuderia Toro Rosso S.p.A.）は、2006年から2019年までF1に参戦していたレーシングコンストラクター。本拠地はイタリア・ファエンツァ。チーム代表は、元フォーミュラドライバーのフランツ・トストが務めた。2020年からコンストラクターを改称し、「スクーデリア・アルファタウリ」（Scuderia AlphaTauri）で新規参戦している。トロ・ロッソとはイタリア語で『赤い雄牛』の意。（※2020年シーズン以降はスクーデリア・アルファタウリを参照）

## 概要

### レッドブル・セカンドチーム
2005年11月1日、世界的エナジードリンクメーカーであるレッドブル社がF1チームのミナルディを買収して設立した。チーム代表のフランツ・トストほか主要人事は交代しているが、ファエンツァの本拠地とチームクルーはミナルディから引き継いだ形となっている。
レッドブル社は、ジャガー・レーシングを買収して、2005年からレッドブル・レーシングとしてF1に参戦しており、トロ・ロッソはそのセカンドチームにあたる。レッドブル社が後援する若手ドライバー養成プログラム（レッドブル・ジュニアチーム）の契約ドライバーを起用して経験を積ませ、才能が認められれば本家のレッドブル・レーシングへ昇格させるというシステムを採用している。
レッドブル・レーシングは本拠地がイギリス、チーム国籍はレッドブル本社のあるオーストリア登録となっているが、トロ・ロッソの場合はミナルディ時代と変わらぬイタリア国籍である。この2チームはマシンのカラーリングも似ていたが、トロ・ロッソはノーズが金色で、エンジンカウルに雄牛のイラストが描かれている点で識別することができた。このイラストはJos Pirknerがデザインし、Knud Tirochがすべてのカウルにエアブラシでペイントしている。ただし、2017年からブルーとシルバーがメインの新しいコンセプトによるカラーリングに変わったため、外見での識別が容易となった。
当初、レッドブルは2チームで同じマシンを使用し、開発の効率化とコスト低減を図ろうとした。コンコルド協定には2チーム間のマシン売買を禁じる「カスタマーカー禁止条項」が存在するため、2009年までは関連会社のレッドブル・テクノロジーがマシンを開発し、レッドブル・レーシングと本チームにその知的所有権を譲渡するという方法を採っていた。しかし、スーパーアグリとともにスパイカーから提訴されるなどの結果、この手法はレギュレーションで明確に禁じられることになり、2010年より自社でマシンを開発・製造する「コンストラクター化」を迫られることになった。

### 名称
イタリア語でスクーデリア (Scuderia)は馬小屋や厩舎から転じてモータースポーツにおける「チーム」、トロ (Toro) は「（去勢されていない）雄牛」、ロッソ (Rosso) は「赤色」を意味し、英語に訳すとTeam Red Bullとなる。コンストラクター（シャーシ）銘柄はSTRと表記される。
当初は「スクアドラ・トロ・ロッソ（Squadra Toro Rosso）」というチーム名を使用したが、この「スクアドラ」は主にサッカークラブなどに対して用いるものではないかという意見が多数寄せられたため、後に似た意味であるが通常レーシングチームに対して用いられる「スクーデリア（Scuderia）」に変更された。なお、かつて1980年代にF1にエントリーしていたイタリアのコンストラクターのオゼッラのチーム名は「オゼッラ・スクアドラ・コルセ（Osella Squadra Corse）」だった。
なお、2020年からレッドブルのファッションブランドである『アルファタウリ』を冠した「スクーデリア・アルファタウリ」にコンストラクターを変更した。

### チーム所有
チームオーナーはレッドブル創業者のディートリヒ・マテシッツ。2006年2月から2008年11月まで、元F1ドライバーのゲルハルト・ベルガーがチーム株式の50%を取得してチームの共同オーナーに就任し、同時にアドバイザーという形でチームに加わっていた。
2010年よりコンストラクター化が必須とされると、マテシッツはチーム売却の意思を明らかにした。ただし、売却は2008年シーズン中には行わないことも明言した。
2008年11月25日にマテシッツは、ベルガーが所有していた株式を買い戻したと発表した。これによってトロ・ロッソは再びレッドブル・レーシングとともにマテシッツによって運営される。株式売却したベルガーによれば、この売買の理由はレッドブルがトロロッソチーム売却を望んだため。自身の保有株式をレッドブルに売却することでチーム所有者を一本化、チーム売却をよりスムースに行わせるためと思われる。
しかし、いわゆるリーマン・ショック後の世界的な景気低迷によりチームの買収に本格的に乗り出す企業がなく、チームはマテシッツが所有し続けた。

### 本拠地
チームのメインファクトリーは、前述するように前身のミナルディ時代からイタリア・ファエンツァに置かれているが、イギリス・ビスターにもサブ拠点があり、風洞やCFD等を担当する空力部門などが属している。
ビスターの風洞は元々レッドブル・レーシングが使用していたものだが、2009年にトロ・ロッソに譲渡され、その後改修が行われ、2018年時点では約100人のエンジニアが所属。テクニカルディレクターのジョディ・エギントンなども主にビスターで勤務している。一方でファエンツァには製造・組み立て部門や、風洞実験を終えたパーツを実際にデザインするチームなどが置かれている。

## 来歴

### 2006年

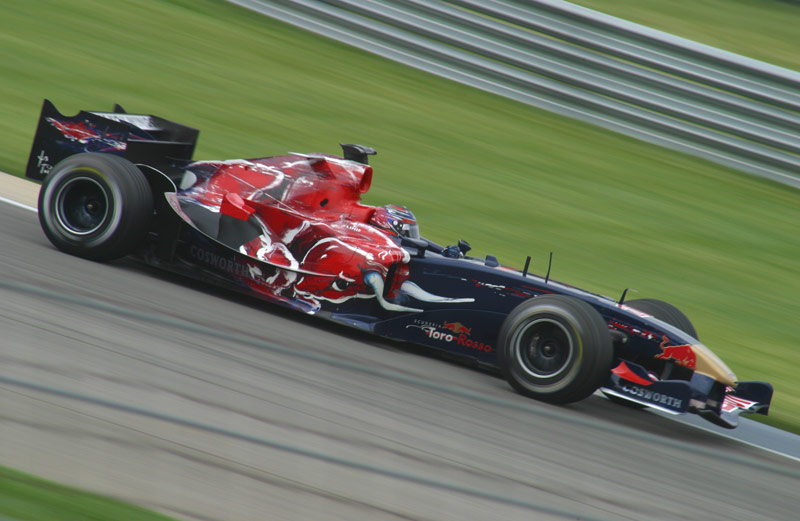
STR1をドライブするスコット・スピード（2006年アメリカGP）

初年度となるこの年はレースドライバーにヴィタントニオ・リウッツィとスコット・スピード、リザーブ&テストドライバーにニール・ジャニという若手で揃えたラインナップとし、3名全てレッドブル・ジュニアチーム出身のドライバーを起用した。
F1で使用されるエンジンはこの年からV8・2.4リッターエンジンに変更されたが、トロ・ロッソだけはプライベーターであるという理由によって、エンジンは前年度にミナルディが使用していたコスワース製のV10・3リッターエンジンにリストリクター（吸気制限装置）を装着し、さらに最高回転数を制限されたものを使用した。シャシーは前年にレッドブルが使用したレッドブル・RB1と酷似したトロ・ロッソ STR1で出走した。
これらの点については公平性という観点から疑問の声が上がった。制限付きのV10エンジンの使用については、元々ごく小規模なチームで常に資金難に喘いでいたミナルディからの要請であったことから他チームも使用を認めたという経緯があり、その気になればコスワースを会社ごと買収できるほど潤沢な資金を持つレッドブルのスポンサーを手にし、資金難が解消されたトロ・ロッソにおいても認める必要があるのかという点で疑問視された。他にもV10エンジンを使用すること(排気量の違いによる戦闘力の差など)で他チームに対して有利となる局面が生じるのではないかと指摘する声も少なくなかった。実際にFIAはV10エンジンを使用するトロ・ロッソがレースにおいて大きなアドバンテージを得ていると判断した場合には、最高回転数をさらに引き下げる準備を行なっていた。
シャシーについても、2006年に参戦を開始したスーパーアグリF1チームがB・A・Rチームの2005年型のシャシーを使用しようとしてFIAに禁じられたケースと矛盾があり、疑問の声が聞かれた。シャシーについては、コンコルド協定のシャシーに関する規定で「参戦中の他チームもしくは過去2年のうちに参戦した他チームのシャシーを使用することはできない」という項目があり、レッドブルが使用した経歴のあるシャシーなため、これに抵触するという見方もできる。一方で元々このシャシーはレッドブルの前身となるジャガー・レーシングが2005年用のマシン「R6」として開発していたシャシーでもあるため、「トロ・ロッソはすでに存在しないコンストラクターであるジャガーが設計していたシャシーを購入した（2005年のレッドブルのマシン「RB1」を購入したのではなく、2004年まで参戦していたジャガーがレースで使用しなかった「R6」の設計を購入した）」と解釈すれば、理論上規定の点を回避している。だが、スーパーアグリの場合、「存在しないコンストラクターのシャシー（B・A・R 007）」を使用する計画という点では一緒だが、「過去2年のうちに参戦した他チームのシャシー」の箇所に抵触する形となるため、理論上は筋は通っている。
シーズン開幕後、リストリクターと回転数を16,700rpmに制限する規制により最高速は抑えられたものの、エンジンを低回転で最大トルクが出るようにチューニングしたことにより、中低速コーナーからの加速性能に優れるようになり、特に低速サーキットではグリッド上位に上がるようになった。これに対して、改めてトロ・ロッソにV10エンジンの使用を認めるか否かの議論が起きた。しかし、シーズンが進むにつれて各チームがV8エンジンの性能を上げてきたため、他チームの疑問視する声もシーズン中盤には治まることとなった。
2007年からはレッドブルが所有していたフェラーリエンジンの供給契約を引き継ぐ事が発表された。
当時の共同オーナーだったベルガーはこのエンジン騒動について「規制されたエンジンが一番遅くなければいけないという根拠はない。ルールの中で我々が最善を尽くした結果だ」とコメントしている。

### 2007年

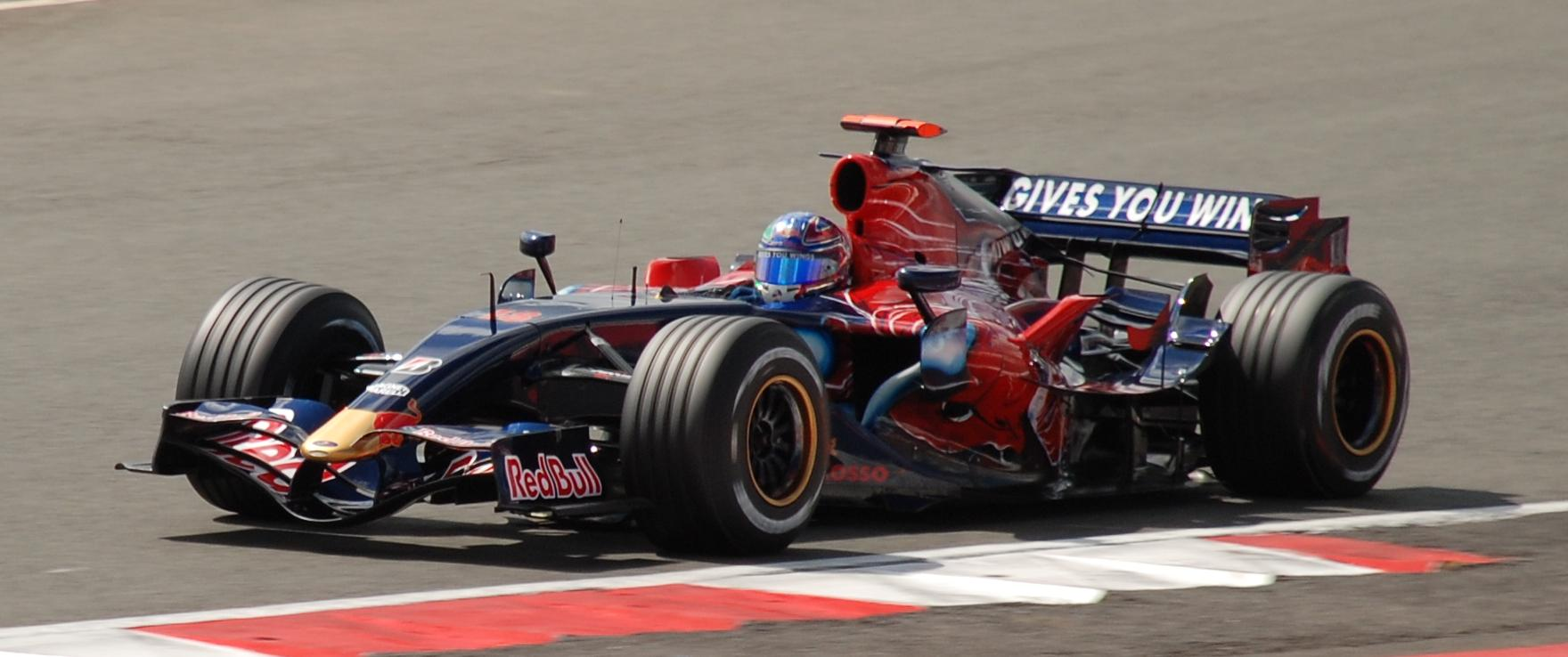
STR2をドライブするヴィタントニオ・リウッツィ（イギリスGP）

レースドライバーは前年に続き、ヴィタントニオ・リウッツィとスコット・スピードという布陣でスタート。しかし、当初からドライバー陣と共同オーナーであるベルガーとの関係がギクシャクしており、開幕前から心配する声が出ていた。また、マシンは「STR2」で、デザインはエイドリアン・ニューウェイである。
前年同様、このマシンもカスタマーシャシーではないかとの批判を受けたが、問題はないとの立場を取っていた。しかし、カスタマーシャシーに反対するスパイカーF1と、トロ・ロッソ、スーパーアグリの三者間で商業権料をシェアするなどの合意がなされた。
エイドリアン・ニューウェイがデザインしたマシンということで期待も一部にはあったが、2チームに共通の部品を供給する十分な余裕がなく、レッドブル・レーシングが優先されることや信頼性の問題もあって、完走さえままならない状況になってしまった。唯一、モナコGPではスピードが入賞一歩手前の9位に入ったが､それ以降は時々入賞圏内を走行しながら､ミスやトラブルでポイント獲得のチャンスをフイにする状況が続く。そして、スピードとチーム首脳陣の関係は開幕前よりもさらに悪化。第10戦ヨーロッパGPでリタイアしたスピードはトスト代表と口論して更迭された。
第11戦ハンガリーGP以降は、BMWザウバーのリザーブ&テストドライバーを務めていたセバスチャン・ベッテルが加入。日本GPではベッテルが3位を走行したが、マーク・ウェバーに追突してリタイアした。さらに8位でフィニッシュしたリウッツィが､黄旗追い越しをしたとしてペナルティを受け､スパイカーのエイドリアン・スーティルに8位を明け渡してしまい、スパイゲート事件で事実上、コンストラクターズタイトルで除外処分を受けていたマクラーレンを除いて、この時点では唯一ノーポイントのチームとなってしまった。しかし、続く中国GPにおいて待望のダブル入賞を果たしたことで、一気にコンストラクターズ部門で7位に浮上してシーズンを終えた。

### 2008年

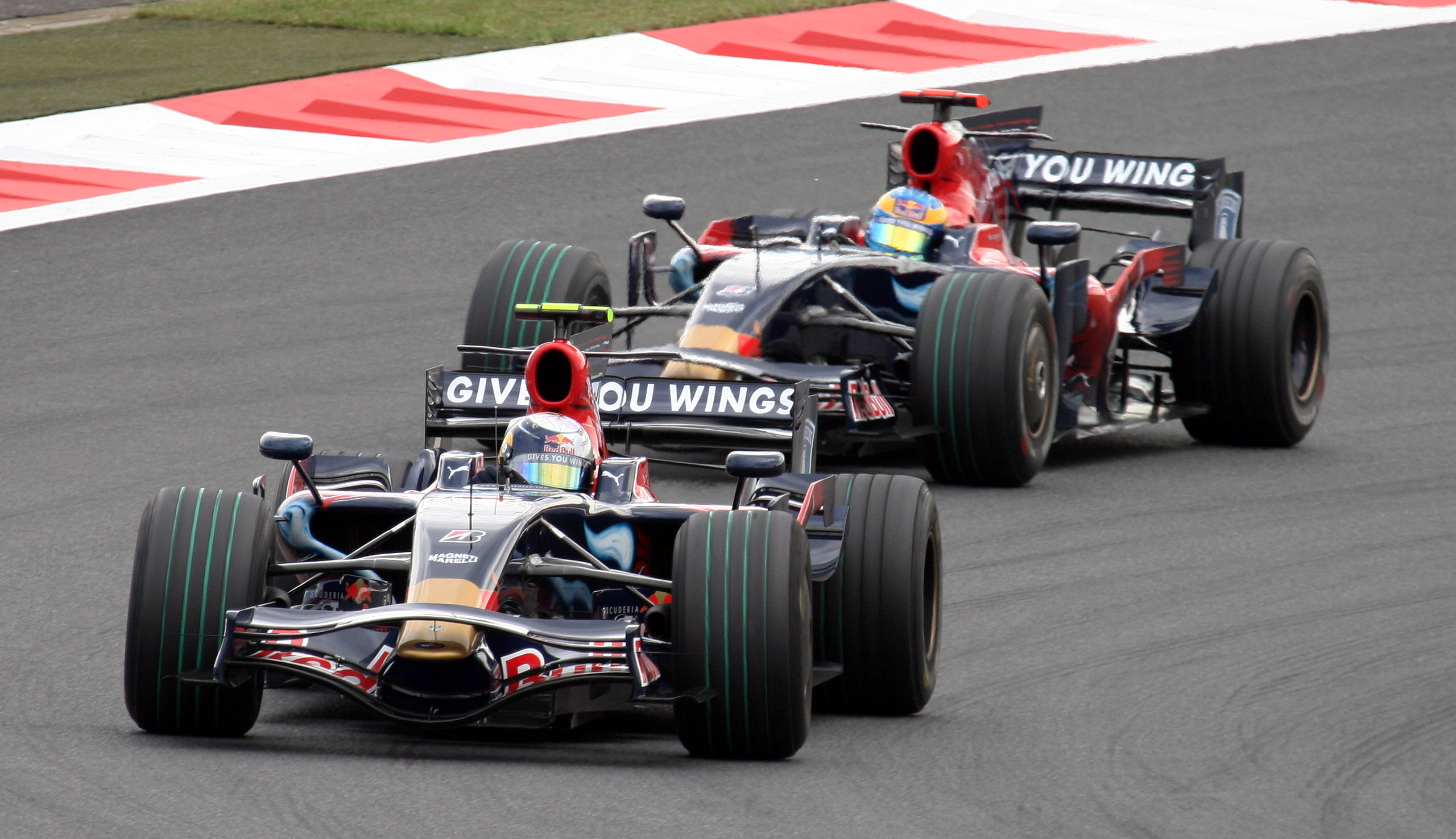
STR3をドライブするベッテル（前）とボーデ（後）

ドライバーは、2007年度途中より加入したセバスチャン・ベッテルと、2004-2007年チャンプカー4年連続チャンピオンのセバスチャン・ボーデである。
トロ・ロッソのチーム代表であるフランツ･トストは、前年のマシンを2008年のF1レギュレーションに合わせた「STR2B」で序盤の4戦を戦う意向を示していたが、STR3用のパーツが間に合わないとの理由で、第5戦トルコGPまで使用され、STR3は第6戦モナコGPから投入された。エンジンは引き続きフェラーリから供給を受ける。
STR2Bは開幕戦にボーデが7位に入った以外は入賞できなかった。しかし、STR3を投入してからはフェラーリエンジンのパワフルさにも助けられ、入賞圏内でフィニッシュすることも多くなる。そして、第13戦ベルギーGPではファイナルラップまでボーデが3位を走行したが、最後は雨に祟られ7位に落ちてしまった。だが、次戦イタリアGP予選では前回とは逆に雨に助けられ、ベッテルがチームと自身初のポールポジションを、ボーデが自己最高位の4番手を獲得。決勝でもベッテルがそのまま首位を守り、F1史上最年少優勝となる自身初優勝を成し遂げた。この優勝は、
- ベッテルのF1史上最年少優勝および史上最年少での表彰台登壇。(なお、この記録は2016年にマックス・フェルスタッペンが更新。)
- トロ・ロッソにとって前身のミナルディ時代を含めて初の優勝（表彰台獲得自体も初となる）。
- 同じくミナルディ時代を含めて初のポールポジション獲得[12]・初のポールトゥウィン。
- 1957年のマセラティ250F駆るスターリング・モス以来、約半世紀ぶりのフェラーリ以外のイタリアチームによるイタリアGP優勝。
- フェラーリのカスタマーエンジンの初優勝。
- 実質的親チームのレッドブル・レーシングよりも先に初優勝を成し遂げた。

という記録づくめの優勝となった。最終的にコンストラクターズランキングにおいて、本家レッドブル・レーシングの7位を上回る6位の成績を収めた。また、コンストラクターズ6位以下のチームが優勝したことがあるシーズンは2003年以来であり、このベッテルの優勝は近年稀に見る快挙と言えた。
イタリアGP後のヘレス合同テスト、およびシーズン終了後の11月17日より行われたバルセロナ合同テストで、2009年のドライバーオーディションとして佐藤琢磨とセバスチャン・ブエミをテストした。。

### 2009年

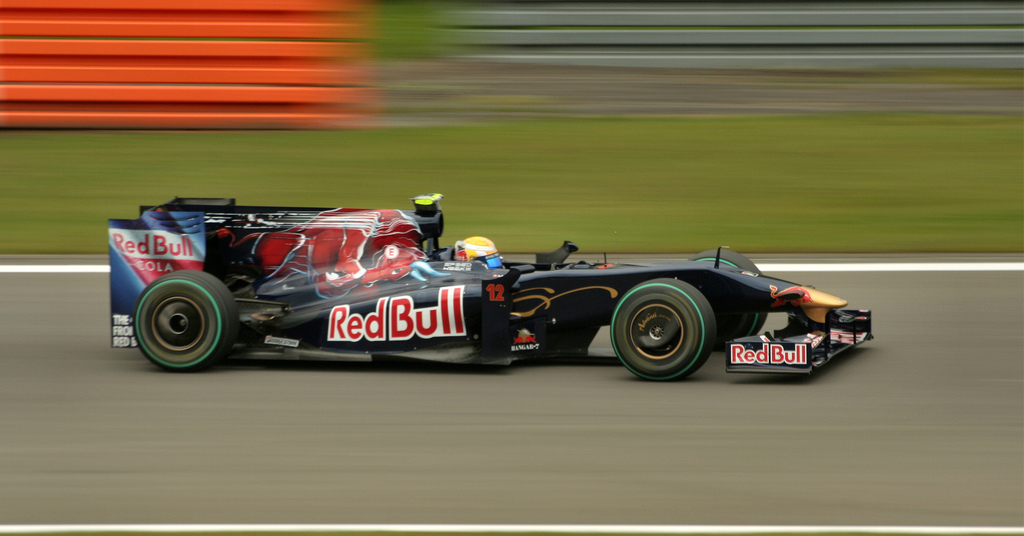
STR4をドライブするセバスチャン・ブエミ（2009年ドイツGP）

ベッテルのレッドブル・レーシングへの抜擢が決定し、1月9日に新人のブエミがレギュラーシートを獲得。ボーデと佐藤が残るシートを争うことになったが、2月7日にボーデの契約継続が発表され、F1復帰を狙っていた佐藤は選から漏れた。
開幕戦では2台ダブル入賞を果たしたものの、前年後半戦の好調から一転して、再びポイント獲得に苦労する中団のポジションに戻ってしまった。

ドイツGP終了後に成績不振のボーデが解雇され、ハンガリーGPからハイメ・アルグエルスアリが出走した。アルグエルスアリは19歳125日という最年少出走記録を作った。(なお、この記録もベッテルの最年少優勝記録を更新したマックス・フェルスタッペンが2015年に更新。)

### 2010年

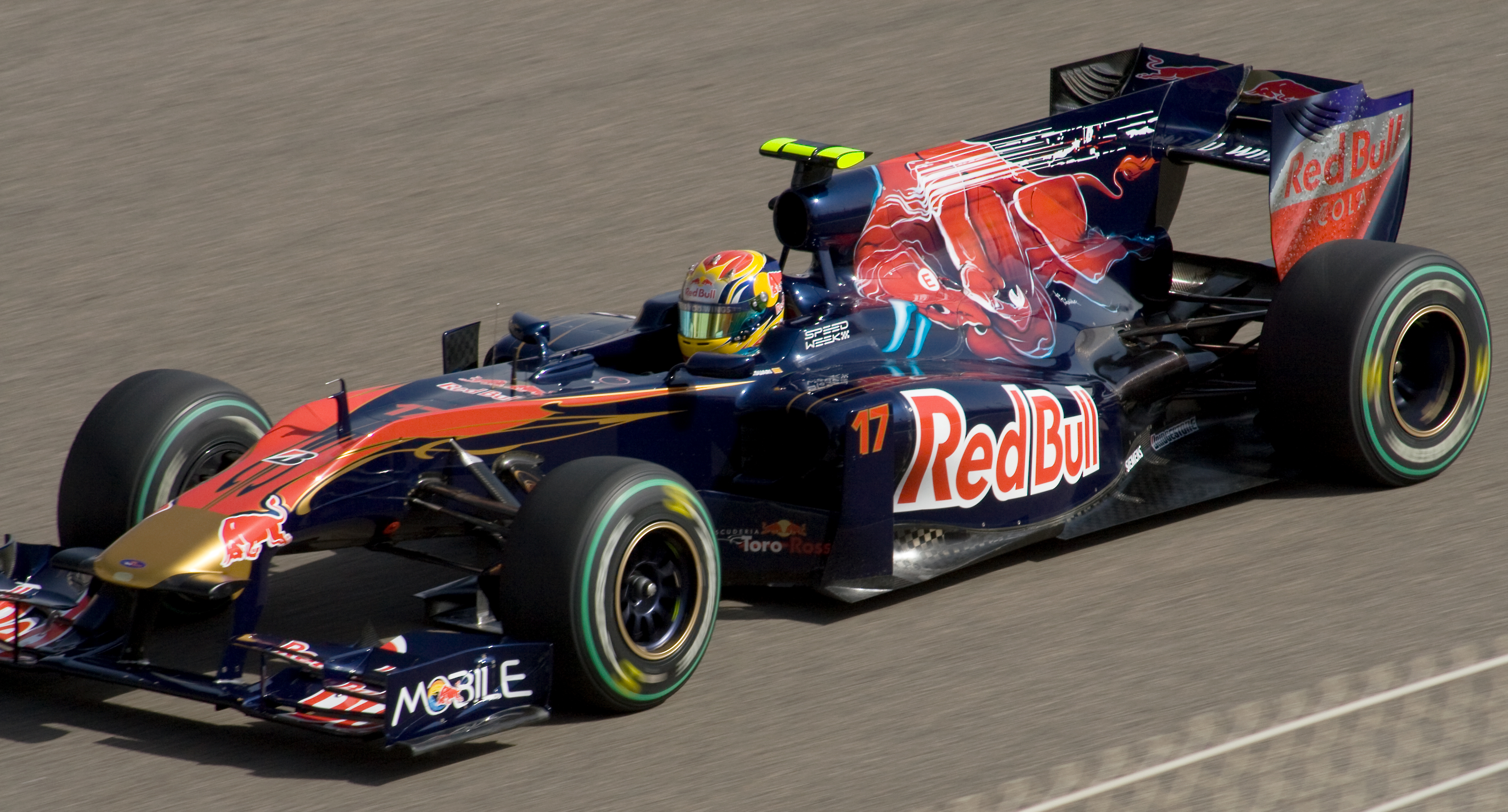
ハイメ・アルグエルスアリがドライブするSTR5（2010年バーレーンGP）

前年に引き続きブエミとアルグエルスアリがレースドライバーとして継続が発表され、テストドライバーにはレッドブル・レーシングとの掛け持ちという形でブレンドン・ハートレイとダニエル・リカルドが発表された。なお2010年より他チームとのマシンデザイン共有が完全に認められなくなったため、同年のニューマシンであるSTR5は、前年型のSTR4をベースとしつつも独自にデザイン・製造されたマシンとなった。
開幕戦バーレーンGPから第9戦ヨーロッパGPまではコンスタントに両ドライバーがポイントを着実に重ね計5回の入賞で10ポイントを稼いでいた。ところが中盤戦から復調してきたザウバーに対して苦戦をしいられる結果となり、ポイントランキングでもリードを許してしまう。第16戦日本GPでブエミが7戦ぶりに10位入賞、その後に最終戦アブダビGPでアルグエルスアリが9位入賞を果たすもコンストラクターズポイントで31ポイントの大差をつけられて9位13ポイントに終わった。

### 2011年

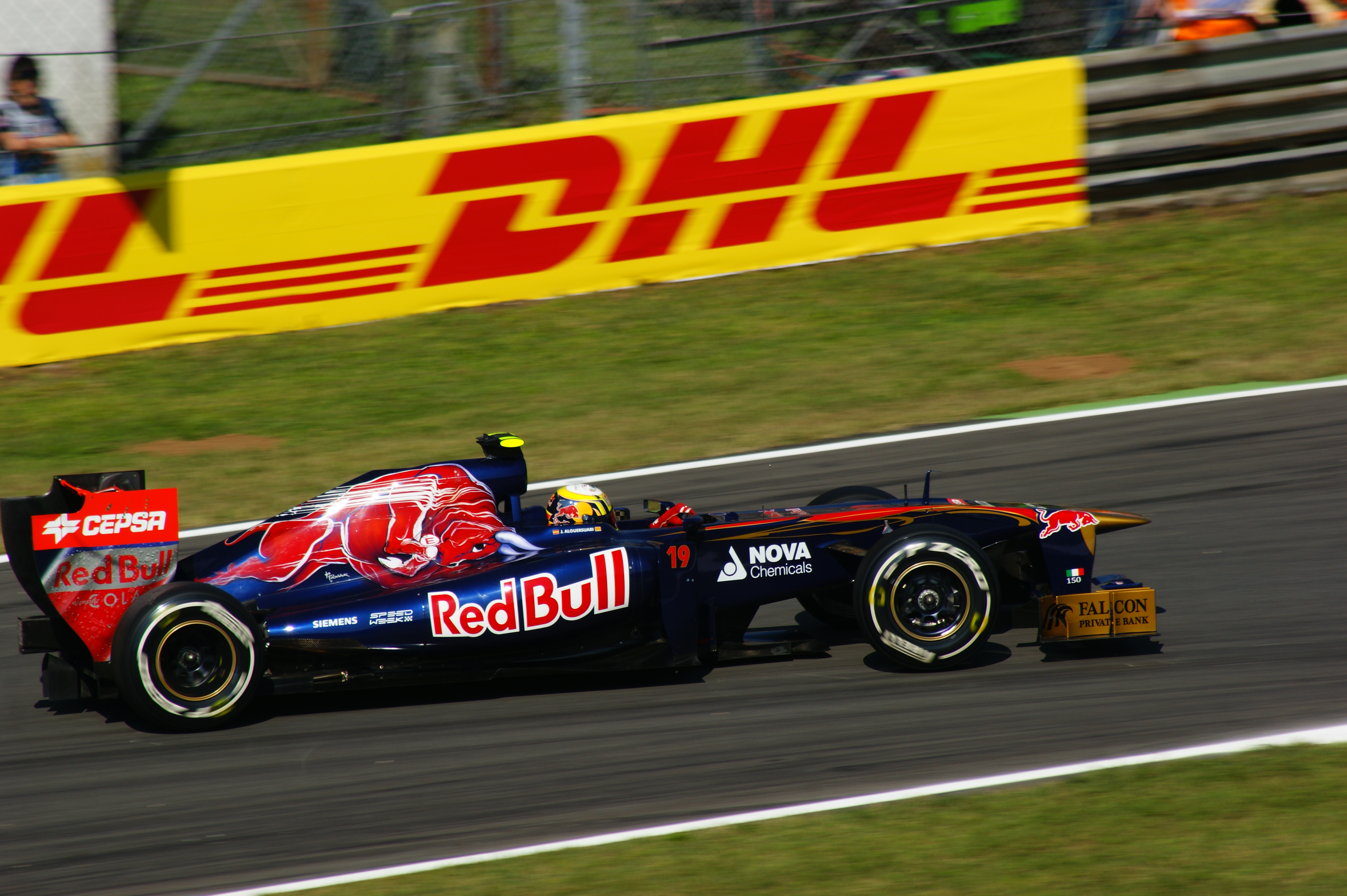
ハイメ・アルグエルスアリがドライブするSTR6（2011年イタリアGP）

引き続きブエミとアルグエルスアリの布陣で臨む。予選のペースが今ひとつであったものの、力強いレースペースを持ち、特にアルグエルスアリのレースペースが光っており、コンスタントに入賞を繰り返していた。ラスト2戦を残しザウバーを追い上げポイントで並んだものの、ラスト2戦ではポイントを獲得できず、コンストラクターズポイントは41ポイントで8位となった。ブエミ、アルグエルスアリ両名とも来年に期待を残すシーズンとはなったが、チームは2012年のドライバーとして、リカルドとジャン＝エリック・ベルニュの契約を発表し、両ドライバーはシートを失うこととなった。

### 2012年

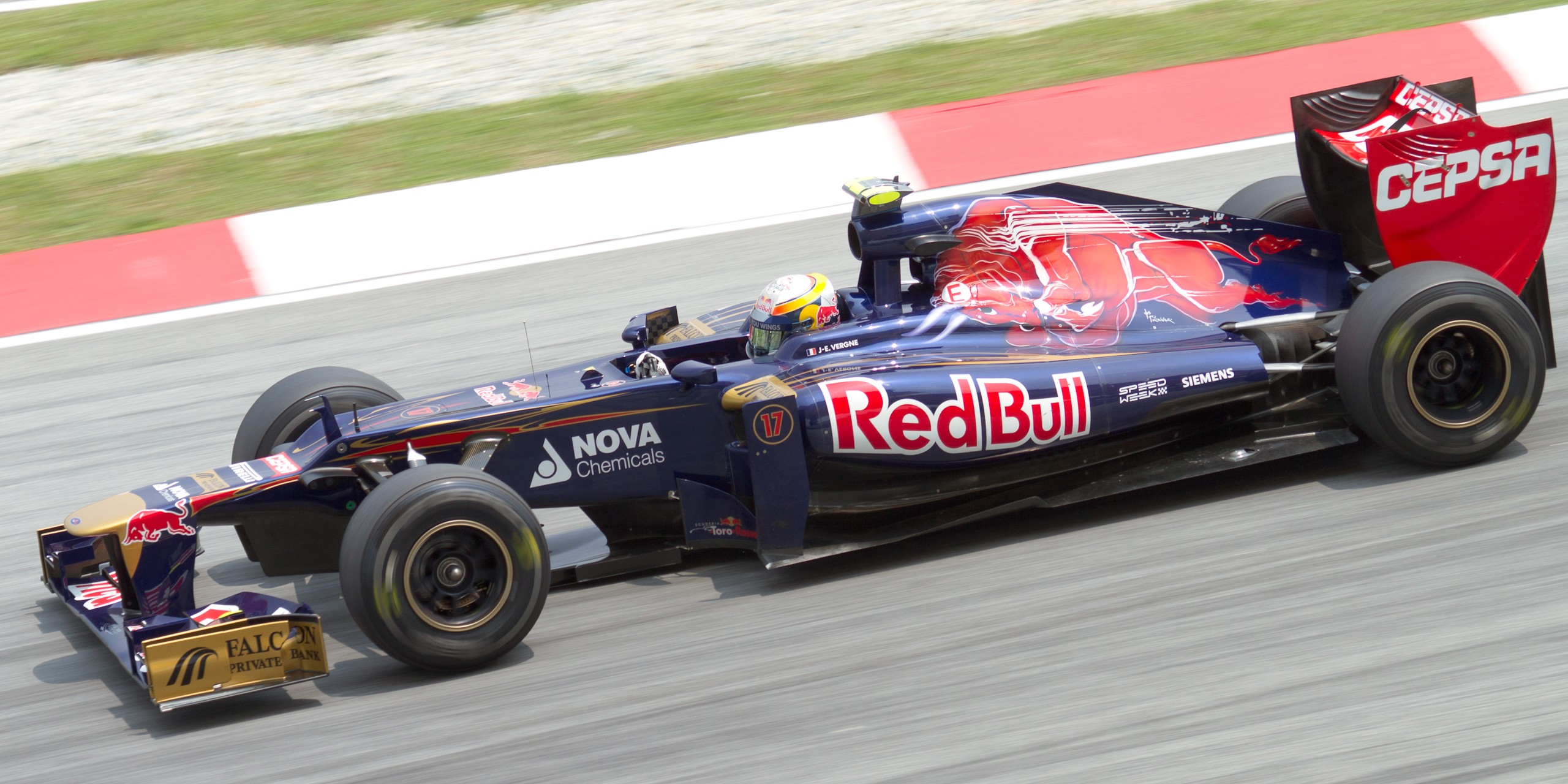
ジャン＝エリック・ベルニュは第2戦マレーシアGPで初ポイントを獲得した。

ドライバーを一新して迎えた2012年は、やや苦戦を強いられるシーズンとなった。それでも、特にリカルドは予選で好パフォーマンスを発揮し、レースでも6度の入賞を達成。それでも、ポイントは4度の入賞であったベルニュに軍配が上がる。2人で26ポイントを獲得したが、コンストラクターズランキングは9位に後退する。

### 2013年
リカルド、ベルニュのコンビを継続。レースでは互角に戦うものの、予選パフォーマンスでは明らかにリカルドが優れていた。リカルド20ポイント、ベルニュ13ポイントで33ポイントを獲得し、ウィリアムズの不振もあり、コンストラクターズランキング8位を獲得する。リカルドは同郷の先輩であるマーク・ウェバーの引退により、レッドブルへの移籍を果たす。

### 2014年

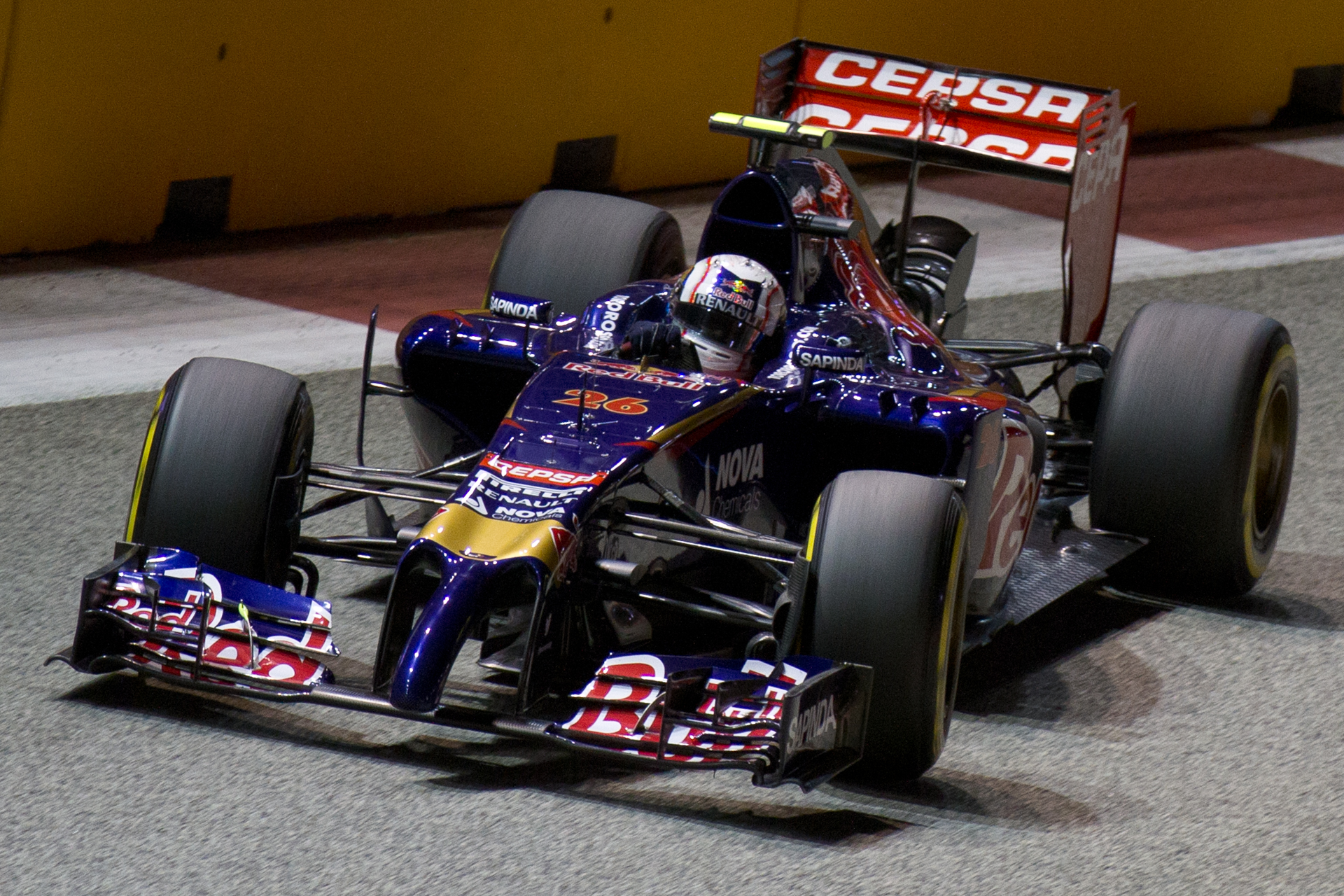
ダニール・クビアトがドライブするSTR9（2014年シンガポールGP）

パワーユニットのメーカーをフェラーリからルノーに変更する。これはレッドブルと同じメーカーとなる。空いたリカルドのシートにはダニール・クビアトが座ることとなり、ベルニュ、クビアトのコンビで戦うこととなる。開幕戦オーストラリアGPでダブル入賞を果たし、クビアトは当時の最年少入賞記録を更新する。しかし、以後はマシンの信頼性不足に悩まされ、なかなか活躍を見せることはできなかった。それでも、両ドライバーで計30ポイントを獲得し、ロータスとザウバーの不振により、コンストラクターズランキングは7位に上昇。また、ベッテルがフェラーリへ移籍したため、クビアトがレッドブルへ移籍を果たした。だが、決勝成績ではベルニュに分があり、予選成績ではクビアトに分がある状況であり、目に見える結果を残していたベルニュにとっては複雑な思いの残る形となってしまった上、結果的にベルニュはF1でのシートをこの年限りで失うこととなる。

### 2015年

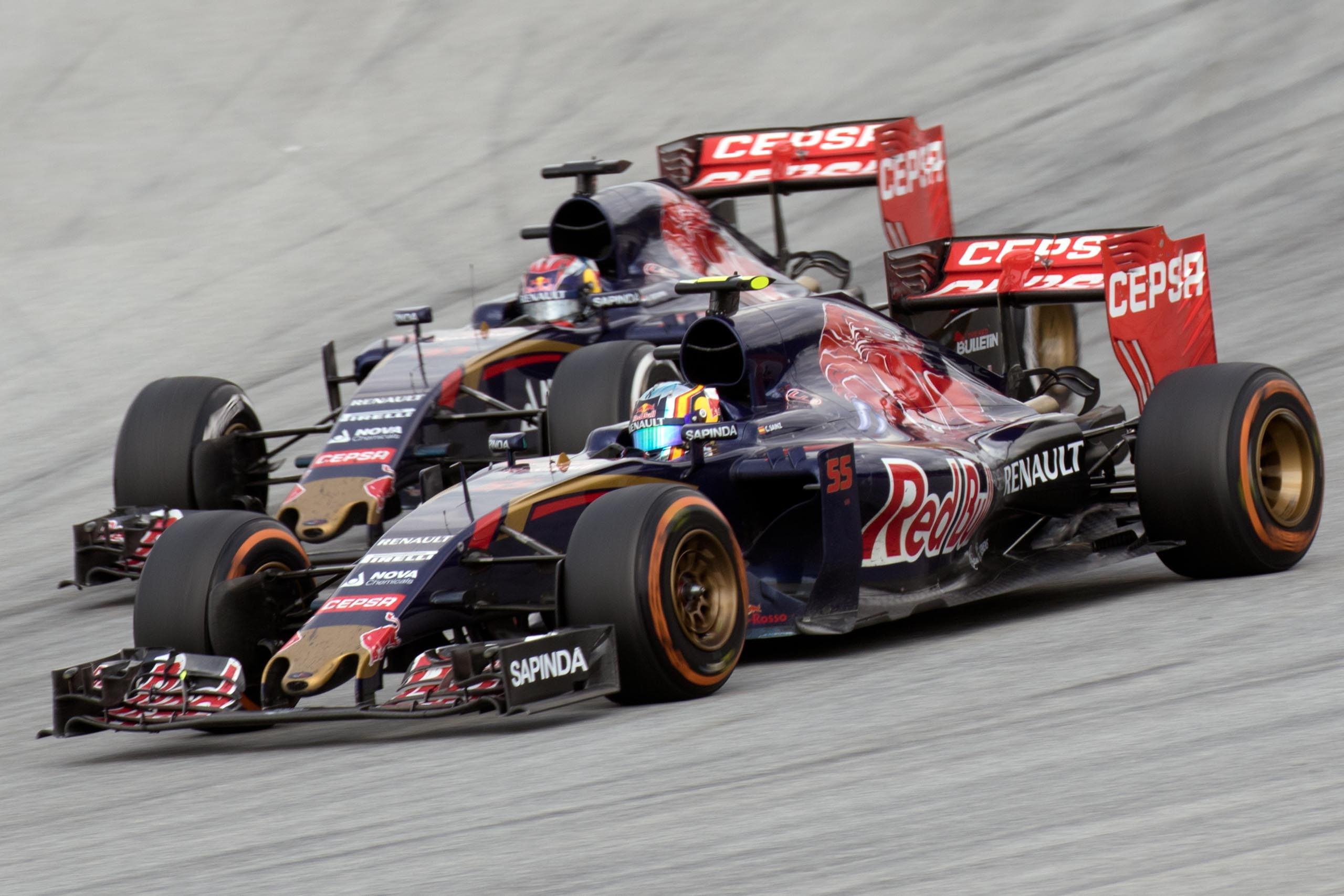
カルロス・サインツJr.とマックス・フェルスタッペン（2015年マレーシアGP）

17歳のマックス・フェルスタッペンと、20歳のカルロス・サインツJr.の新人2名の布陣に変更。平均年齢18.5歳（デビュー時）という、圧倒的に若い布陣となる。しかし、両ドライバー共に力強いパフォーマンスを見せ、フェルスタッペンは特にレースでの好走が光った。最終的に49ポイントを獲得し、トロ・ロッソでの1シーズンでの最高得点獲得者となった。サインツは予選でこそフェルスタッペンに10勝9敗と勝ち越したが、レースでは度重なるトラブルに悩まされ多くの入賞の機会を逃す。それでも18ポイントを獲得し、存在を見せつけた。

### 2016年

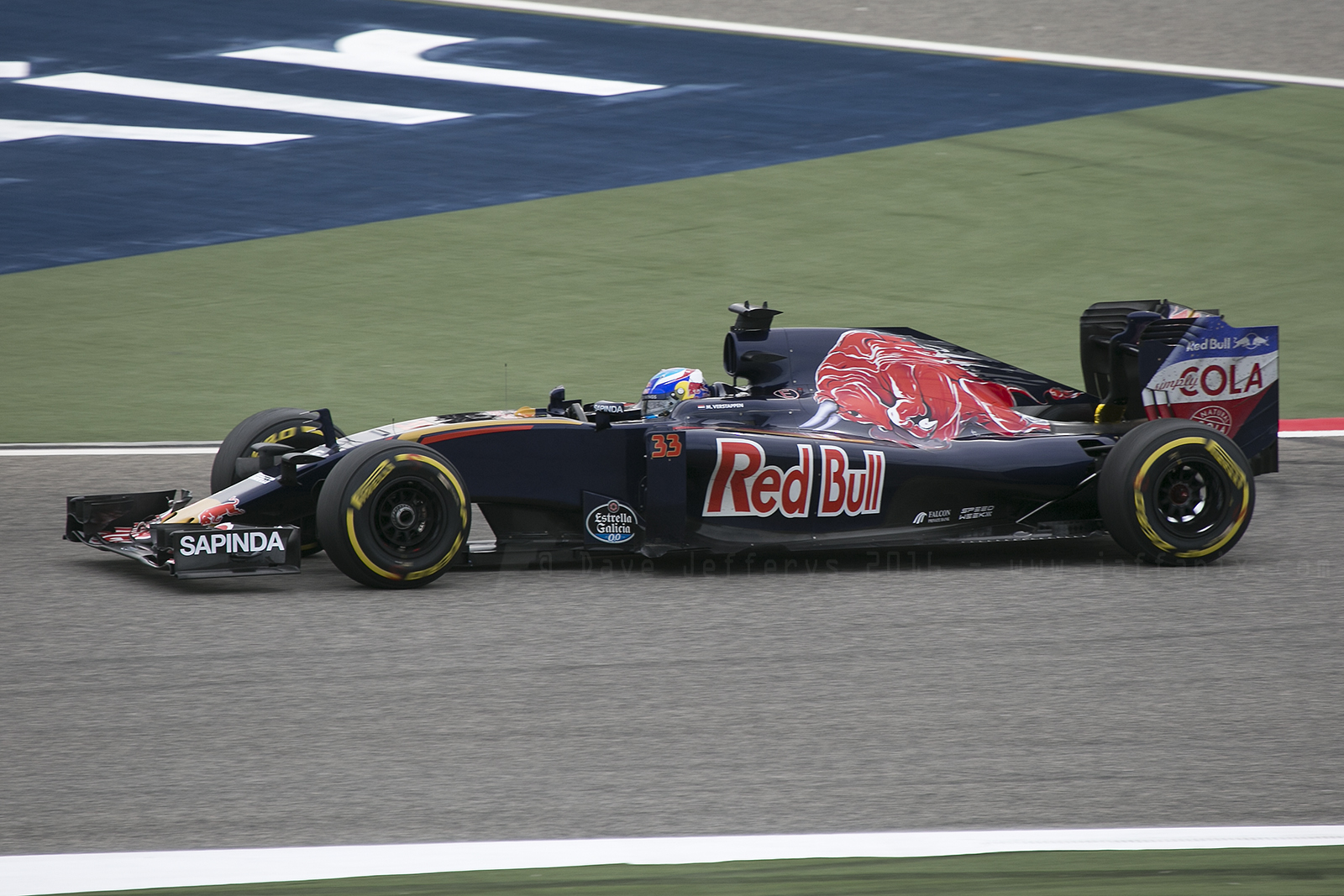
シーズン途中でレッドブルに昇格したマックス・フェルスタッペン（2016年バーレーンGP）

ルノーのパワーユニットの性能の低さに痺れを切らしたレッドブルの2016年シーズンのパワーユニット供給問題の煽りを受け、あわやトロ・ロッソの2016年シーズン参戦が危機に陥る状態にまでなったものの、最終的に2015年型のフェラーリのパワーユニットで2016年シーズンを戦うことが発表された。3年ぶりにレッドブルと異なるパワーユニットとなる。ドライバーはフェルスタッペンとサインツの両名が継続。前年までマノー・マルシャF1チームのチーム代表を務めていたジョン・ブースが4月26日、レーシングディレクターに就任した。
第5戦スペインGPからフェルスタッペンがレッドブルに昇格し、代わってクビアトが2年ぶりに復帰することになった。同GPでクビアトがファステストラップを記録した。前半戦はコンスタントに入賞してきたが後半戦は尻すぼみとなり、コンストラクターズランキングは3年連続で7位に終わった。

### 2017年

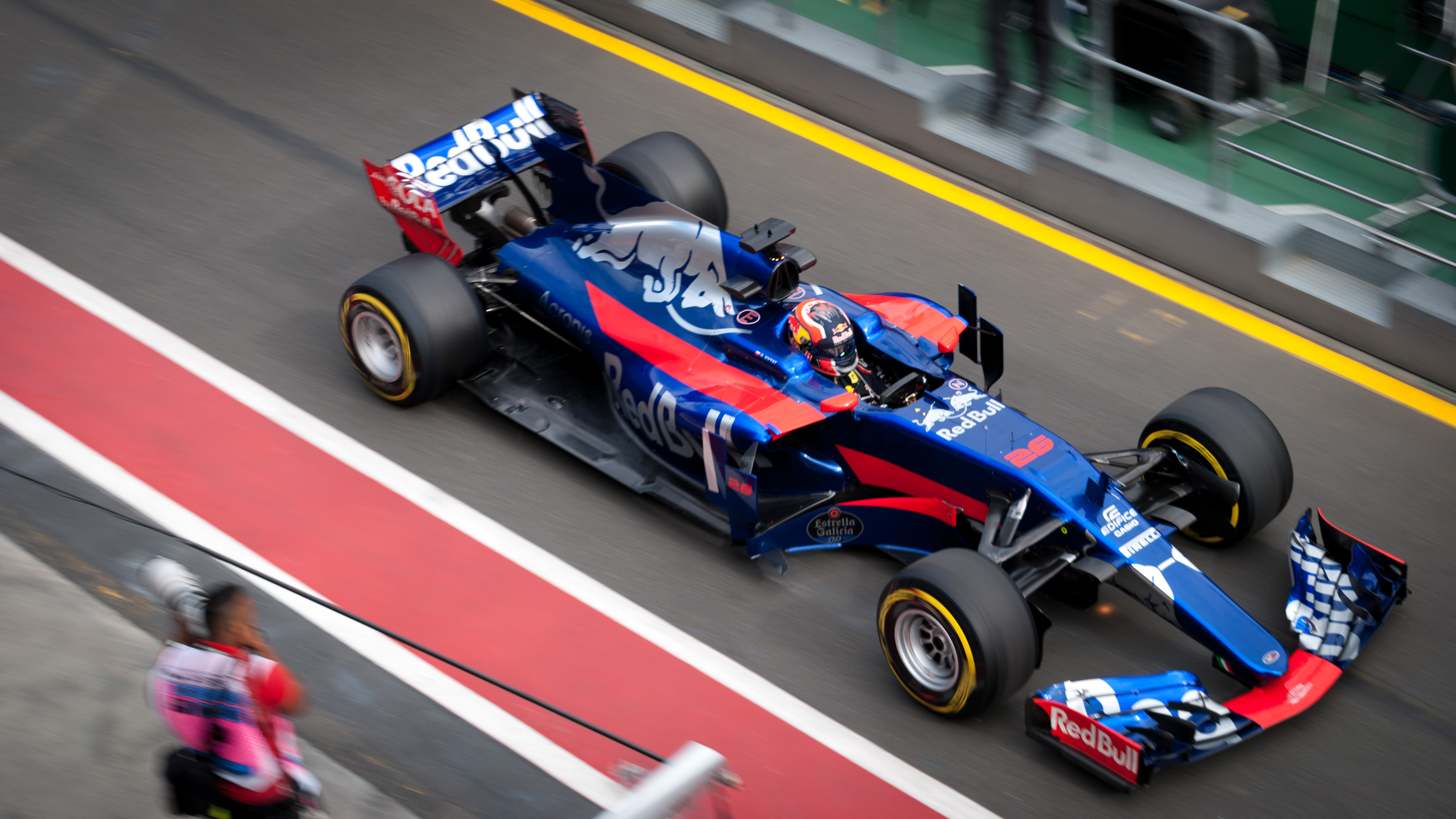
カラーリングが新しくなったSTR12 クビアト車（バルセロナ・テストより）

サインツとクビアトの両名が残留。開幕直前にF2に参戦中のショーン・ゲラエルとテストドライバー契約を結んだ。パワーユニットは再びルノーに戻り、レッドブル同様バッジネームを採用する予定となっていたが、開幕時点のエントリーリストには「トロ・ロッソ」とのみ掲載されており、エンジン名は記載されなかった。
2017年限りでマクラーレンとの関係解消を決定したホンダと2018年度の提携を発表。ホンダのワークス仕様のパワーユニットが供給され、2018年は「トロロッソ・ホンダ」での参戦となる。トロ・ロッソにとっては前身のミナルディを含めても初めてのワークス待遇となった。シャシーは自社製を使用する。この発表と併せて翌年はサインツをルノーへレンタル移籍させることになった。
9月26日、マレーシアGPと日本GPでクビアトに代わり今シーズンスーパーフォーミュラに参戦しているピエール・ガスリーの起用を発表。カーナンバーは10となる。日本GPをもって、サインツは当初の予定よりも早くルノーへ移籍し、クビアトが一時的に復帰した。スーパーフォーミュラ最終戦と日程が重なるアメリカGPではガスリーに代わりブレンドン・ハートレイの起用が発表された。メキシコGP以降はガスリーとハートレイを起用することが決まり、クビアトはチームを離脱した。11月17日には来シーズンもガスリーとハートレイが残留することが発表された。

シーズン中はサインツが移籍までの参戦した半数以上のレースで入賞しチームのほとんどのポイントを獲得、終盤までランキング6位を確保していた。しかし終盤になってパワーユニットにトラブルが続発、親チームのレッドブルにもトラブルが発生して一時は供給元のルノーが用意するスペアパーツがなくなり、最終戦を欠場する可能性もある危機的状況だと報じられた。さらにルノーから「パワーユニットの故障はトロ・ロッソのマシンに起因する」とコメントされたことにより、レッドブルが介入するほどの論争にも発展した。その間にルノーとハースがポイントを稼ぎそれぞれに5ポイント・6ポイントまで差を詰められ最終戦は3チームによるランキング6位を争うレースとなったが、寿命ギリギリのパーツを組み合わせた状態のパワーユニットにデビューしたての新人ドライバー2人ではまともに戦うことができず、予選は揃ってQ1落ち・決勝もノーポイントで終えた。そして対するハースはノーポイントだったが、ルノーはニコ・ヒュルケンベルグが6位に入賞したため8ポイントを獲得、ランキングを逆転されて4年連続の7位でシーズンを終えた。

### 2018年

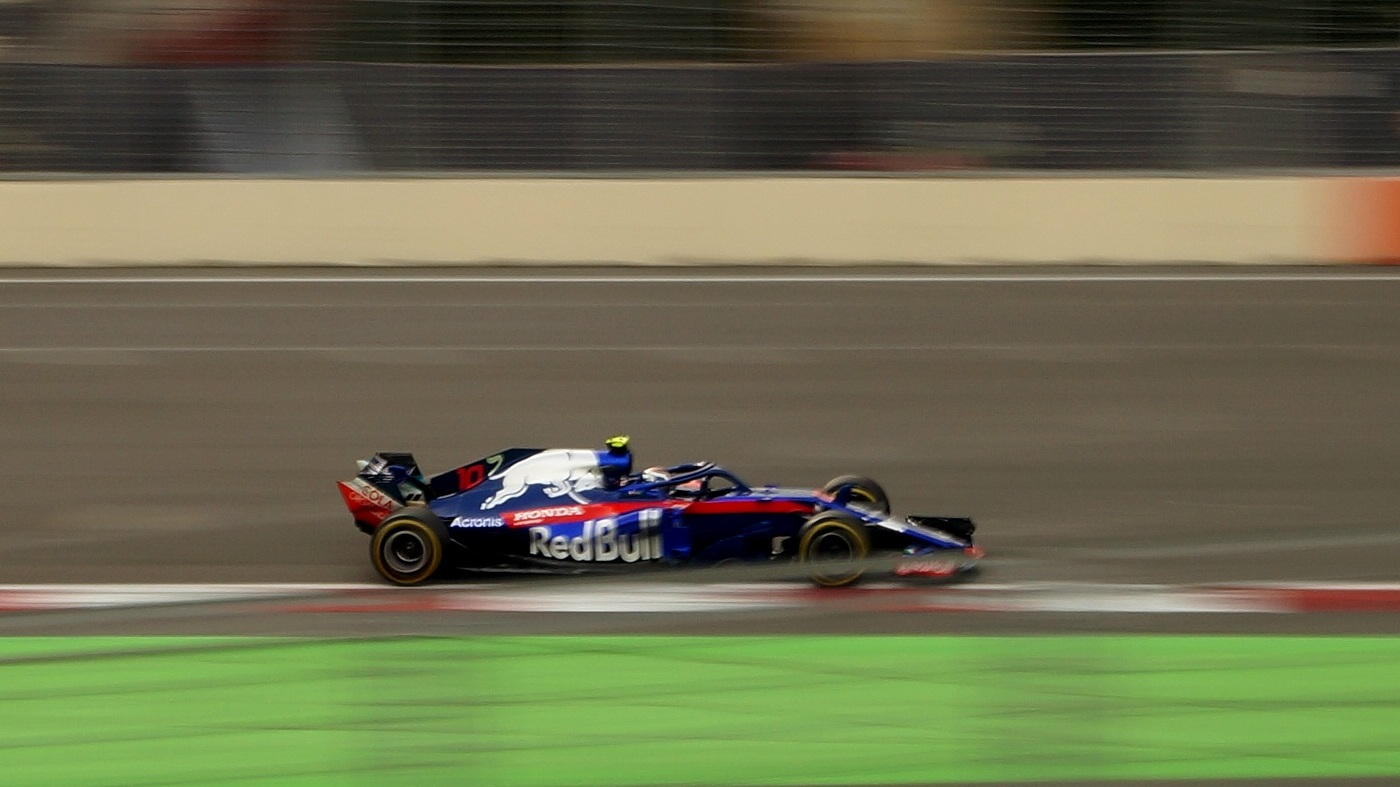
ピエール・ガスリー（2018年アゼルバイジャンGP）

ドライバーは前年の発表通りガスリーとハートレイが続投。前年9月の契約に伴いホンダ製パワーユニット（PU）への変更およびワークス体制となったうえで、シーズンに臨む。エントリー名は長年使用してきた「スクーデリア・トロ・ロッソ」から「レッドブル・トロ・ロッソ・ホンダ」に変更された。
開幕前から「トロロッソ・ホンダ」対「マクラーレン・ルノー」の構図でメディアに書き立てられるが、バルセロナテストではチーム過去最大の周回数を記録し信頼性の向上を見せた。開幕戦ではMGU-Hのトラブルに加えてドライバーのミスも重なり5年ぶりに開幕戦入賞を逃したが、第2戦ではガスリーが4位入賞。第4戦ではハートレーが10位入賞とフル参戦初の入賞を果たした。
ところが、マシンの準備期間が十分確保できなかったことや事実上前年型をホンダPUに合わせ再設計したことなどから、空力やシャシー面に課題を抱えたマシンとなってしまった。第5戦の時点でセッティングの熟成が必要であることが判明したものの、シーズンを通じこの問題に苦しむこととなった。また、チーム及びドライバーののミスで入賞のチャンスを不意にしてしまったこともあり、同シーズンにF1へ参戦していた10チームの中で唯一レースでのダブル入賞を果たせなかった。
第2戦の4位入賞を筆頭にガスリーが時折好走を見せたが、ハートレイは自身のミスやレース中の不運も少なくなく、マシンの課題を反映するかのような成績となってしまった。そのため、ポイント面では前年までのホンダPUユーザーであったマクラーレンを逆転するには至らず、ランキング9位でシーズンを終えた。しかし、マシントラブルによるリタイアが減少し、Q3進出回数では上回るなど、信頼性や性能向上が着実に進んでいることが証明された。
かねてから親チームにあたるレッドブル・レーシングがルノーとの関係悪化から、ホンダ製パワーユニットへ変更する噂が各所から流れていたが、6月19日にレッドブルチームがホンダと2019年から2年間の供給契約締結を正式に発表。トロ・ロッソも引き続き供給を受けることとなった。
ルノーへレンタル移籍中のカルロス・サインツJr.がマクラーレンへ、ガスリーがルノーへの移籍を決めたダニエル・リカルドの後任としてレッドブルへ昇格が決定した。また、テクニカルディレクターでありながらシーズン途中で離脱し、マクラーレンと接触していたジェームス・キーの処分については、来シーズンからのマクラーレン移籍合意を認めた。後任は、副ディレクターのジョディ・エジントンが代役を務めた後、翌年にキーの正式な離職をもってエジントンが昇格した。

### 2019年

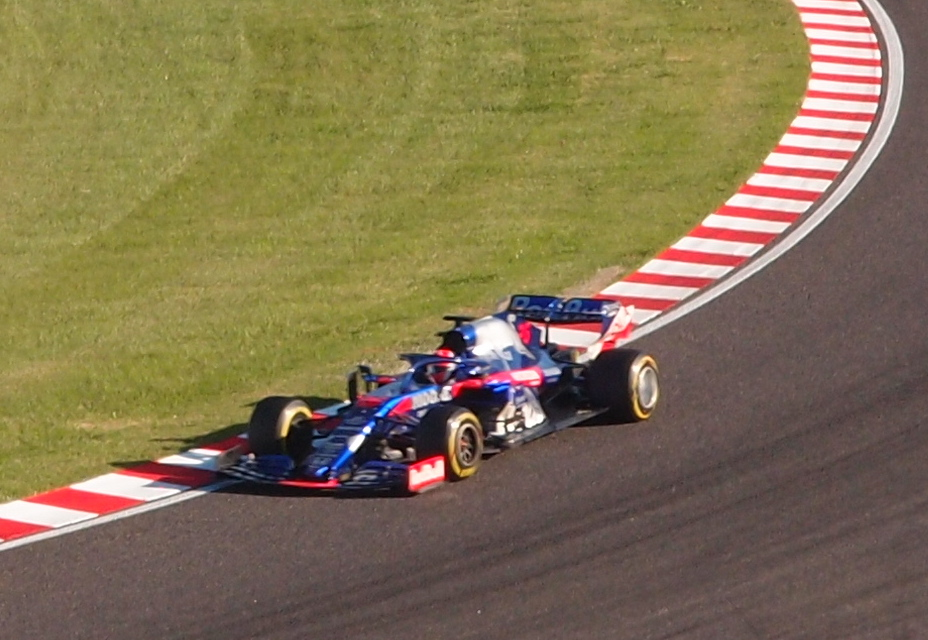
ダニール・クビアト（2019年日本GP）

2017年第17戦をもって同チームから解雇されたダニール・クビアトが復帰した。一方でもう一人のドライバーについては、昨シーズン終了後にイギリス系タイ国籍のアレクサンダー・アルボンの起用が発表された。
クビアトの起用は比較的スムーズに行われたが、もう一つのシートの方は難航した。シーズン中はダニエル・ティクトゥムの名が流れ、候補者リストの上段にはいたものの、2018年シーズン終了までにスーパーライセンスポイントの条件を満たす方法がなく、エントリー自体ができないため見送られることとなった。そこで白羽の矢が立ったのがその条件を満たすアルボンであった。ただ、彼はフォーミュラEの2018-19シーズンにニッサン・e.damsから参戦する予定となっていたため、参戦先のチームと交渉が必要となった。実際、フォーミュラEのエントリー期限の関係でそちらのリストに彼の名が登録されており、期限後の変更は珍しくないものの彼の起用は厳しいと思われた。そのため、ハートレーが続投する見方も出たが、最終的にはアブダビGP終了後、アルボンの起用が発表された。ただ、日産との契約を破棄してF1へ参戦することになるため、それに関する違約金をレッドブル側が支払った可能性がある。
開幕戦をクビアトの入賞でスタートし、前年に比べてホンダPUに合わせたマシン設計を行うことができたため成績は向上傾向となり、第6戦モナコGPでは約2年ぶりのダブル入賞を果たした。そして、第11戦ドイツGPでは今季初のウエットコンディション（厳密にはドライとウェットが混在するミックスウェザー）となったこともあって大荒れの展開となり、クビアトが安定した走りとピット戦略の成功により3位でフィニッシュ。トロ・ロッソとしては2008年イタリアグランプリ以来となる表彰台を獲得した。
そんななか、8月12日、ガスリーが降格となる代わり、アルボンがレッドブルに抜擢昇格したことがレッドブル・レーシングの公式サイトで発表された。ベルギーGP以降、トロロッソのドライバーラインナップはクビアトとガスリーとなる。
後半戦となる第13戦ベルギーGPをダブル入賞でスタート。以降も戦闘力を維持し、第19戦アメリカGPまでの間もコンスタントに入賞。コンストラクターズ6位の座を賭け、その座に近いレーシング・ポイントと競り合っていた。そして、第20戦ブラジルGPでは、ガスリーが予選7番手（決勝は前のマシンのペナルティの関係で6番手スタート）を獲得。決勝もその勢いを維持し、ガスリーが終盤の乱戦を潜り抜け、更にルイス・ハミルトンの追撃に耐えてトロロッソ史上3回目、チームとしては同シーズンで2回目の表彰台となる2位でチェッカーを受けた。
今シーズンの総合成績は、チーム史上最多となる85ポイントを獲得し、コンストラクターズ・ランキング6位の歴代タイを記録。両ドライバーが11年ぶりとなる表彰台にも上がり、ホンダと組んだ2年目に大きく前進した。今期からテクニカルディレクターに就いているジョディ・エギントンは、「レッドブルからの技術提供も大きいが、とにかくホンダ製PUが堅牢で高い完走率を達成できた。そのおかげで、開発のスピードが上がる好循環に入れた」と説明している。

### トロ・ロッソの歴史に幕、そして「アルファタウリ」へ
2019年9月、親会社のレッドブル・グループは、同社が所有するファッションブランド「アルファタウリ」のプロモーションを企図し、翌2020年からトロ・ロッソのチームおよびコンストラクター名称を「スクーデリア・アルファタウリ」に変更する予定を発表。F1委員会の電子投票により名称変更が承認された。これにより来期からシャシー製造者名登録が変わるため、「トロ・ロッソ」としてのコンストラクターは14年の歴史で幕を閉じた。

## F1における戦績
| 年     | シャシー   | エンジン                                     | タイヤ | ドライバー       | 1   | 2   | 3   | 4   | 5   | 6   | 7   | 8   | 9   | 10  | 11  | 12  | 13  | 14  | 15  | 16  | 17  | 18  | 19  | 20  | 21  |    | ポイント | ランキング |
| ------ | ---------- | -------------------------------------------- | ------ | ---------------- | --- | --- | --- | --- | --- | --- | --- | --- | --- | --- | --- | --- | --- | --- | --- | --- | --- | --- | --- | --- | --- | -- | -------- | ---------- |
| 2006年 | STR1       | コスワース TJ2006 3.0L V10                   | M      |                  | BHR | MAL | AUS | SMR | EUR | ESP | MON | GBR | CAN | USA | FRA | GER | HUN | TUR | ITA | CHN | JPN | BRA |     |     |     |    | 1        | 9位        |
| 2006年 | STR1       | コスワース TJ2006 3.0L V10                   | M      | リウッツィ       | 11  | 11  | Ret | 14  | Ret | 15  | 10  | 13  | 13  | 8   | 13  | 10  | Ret | Ret | 14  | 10  | 14  | 13  |     |     |     | 1  | 1        | 9位        |
| 2006年 | STR1       | コスワース TJ2006 3.0L V10                   | M      | スピード         | 13  | Ret | 9   | 15  | 11  | Ret | 13  | Ret | 10  | Ret | 10  | 12  | 11  | 13  | 13  | 14  | 18  | 11  |     |     |     | 0  | 1        | 9位        |
| 2007年 | STR2       | フェラーリ Tipo056 2.4L V8                   | B      |                  | AUS | MAL | BHR | ESP | MON | CAN | USA | FRA | GBR | EUR | HUN | TUR | ITA | BEL | JPN | CHN | BRA |     |     |     |     |    | 8        | 7位        |
| 2007年 | STR2       | フェラーリ Tipo056 2.4L V8                   | B      | リウッツィ       | 14  | 17  | Ret | Ret | Ret | Ret | 17  | Ret | 16  | Ret | Ret | 15  | 17  | 12  | 9   | 6   | 13  |     |     |     |     | 3  | 8        | 7位        |
| 2007年 | STR2       | フェラーリ Tipo056 2.4L V8                   | B      | スピード         | Ret | 14  | Ret | Ret | 9   | Ret | 13  | Ret | Ret | Ret |     |     |     |     |     |     |     |     |     |     |     | 0  | 8        | 7位        |
| 2007年 | STR2       | フェラーリ Tipo056 2.4L V8                   | B      | ベッテル         |     |     |     |     |     |     |     |     |     |     | 16  | 19  | 18  | Ret | Ret | 4   | Ret |     |     |     |     | 5  | 8        | 7位        |
| 2008年 | STR2B STR3 | フェラーリ Tipo056 2.4L V8                   | B      |                  | AUS | MAL | BHR | ESP | TUR | MON | CAN | FRA | GBR | GER | HUN | EUR | BEL | ITA | SIN | JPN | CHN | BRA |     |     |     |    | 39       | 6位        |
| 2008年 | STR2B STR3 | フェラーリ Tipo056 2.4L V8                   | B      | ボーテ           | 7   | Ret | 15  | Ret | Ret | Ret | 13  | 17  | 11  | 12  | 18  | 10  | 7   | 18  | 12  | 10  | 13  | 14  |     |     |     | 4  | 39       | 6位        |
| 2008年 | STR2B STR3 | フェラーリ Tipo056 2.4L V8                   | B      | ベッテル         | Ret | Ret | Ret | Ret | 17  | 5   | 8   | 12  | Ret | 8   | Ret | 6   | 5   | 1   | 5   | 6   | 9   | 4   |     |     |     | 35 | 39       | 6位        |
| 2009年 | STR4       | フェラーリ Tipo056 2.4L V8                   | B      |                  | AUS | MAL | CHN | BHR | ESP | MON | TUR | GBR | GER | HUN | EUR | BEL | ITA | SIN | JPN | BRA | ABU |     |     |     |     |    | 8        | 10位       |
| 2009年 | STR4       | フェラーリ Tipo056 2.4L V8                   | B      | ボーテ           | 8   | 10  | 11  | 13  | Ret | 8   | 18  | Ret | Ret |     |     |     |     |     |     |     |     |     |     |     |     | 2  | 8        | 10位       |
| 2009年 | STR4       | フェラーリ Tipo056 2.4L V8                   | B      | アルグエルスアリ |     |     |     |     |     |     |     |     |     | 15  | 16  | Ret | Ret | Ret | Ret | 13  | Ret |     |     |     |     | 0  | 8        | 10位       |
| 2009年 | STR4       | フェラーリ Tipo056 2.4L V8                   | B      | ブエミ           | 7   | 16  | 8   | 17  | Ret | Ret | 15  | 18  | 16  | 16  | Ret | 12  | 13  | Ret | Ret | 7   | 8   |     |     |     |     | 6  | 8        | 10位       |
| 2010年 | STR5       | フェラーリ Tipo056 2.4L V8                   | B      |                  | BHR | AUS | MAL | CHN | ESP | MON | TUR | CAN | EUR | GBR | GER | HUN | BEL | ITA | SIN | JPN | KOR | BRA | ABU |     |     |    | 13       | 9位        |
| 2010年 | STR5       | フェラーリ Tipo056 2.4L V8                   | B      | ブエミ           | 16  | Ret | 11  | Ret | Ret | 10  | 16  | 8   | 9   | 12  | Ret | 12  | 12  | 11  | 14  | 10  | Ret | 13  | 15  |     |     | 8  | 13       | 9位        |
| 2010年 | STR5       | フェラーリ Tipo056 2.4L V8                   | B      | アルグエルスアリ | 13  | 11  | 9   | 13  | 10  | 11  | 12  | 12  | 13  | Ret | 15  | Ret | 13  | 15  | 12  | 11  | 11  | 11  | 9   |     |     | 5  | 13       | 9位        |
| 2011年 | STR6       | フェラーリ Tipo056 2.4L V8                   | P      |                  | AUS | MAL | CHN | TUR | ESP | MON | CAN | EUR | GBR | GER | HUN | BEL | ITA | SIN | JPN | KOR | IND | ABU | BRA |     |     |    | 41       | 8位        |
| 2011年 | STR6       | フェラーリ Tipo056 2.4L V8                   | P      | ブエミ           | 8   | 13  | 14  | 9   | 14  | 10  | 10  | 13  | Ret | 15  | 8   | Ret | 10  | 12  | Ret | 9   | Ret | Ret | 12  |     |     | 15 | 41       | 8位        |
| 2011年 | STR6       | フェラーリ Tipo056 2.4L V8                   | P      | アルグエルスアリ | 11  | 14  | Ret | 16  | 16  | Ret | 8   | 8   | 10  | 12  | 10  | Ret | 7   | 21  | 15  | 7   | 8   | 15  | 11  |     |     | 26 | 41       | 8位        |
| 2012年 | STR7       | フェラーリ Tipo056 2.4L V8                   | P      |                  | AUS | MAL | CHN | BHR | ESP | MON | CAN | EUR | GBR | GER | HUN | BEL | ITA | SIN | JPN | KOR | IND | ABU | USA | BRA |     |    | 26       | 9位        |
| 2012年 | STR7       | フェラーリ Tipo056 2.4L V8                   | P      | リカルド         | 9   | 12  | 17  | 15  | 13  | Ret | 14  | 11  | 13  | 13  | 15  | 9   | 12  | 9   | 10  | 9   | 13  | 10  | 12  | 13  |     | 10 | 26       | 9位        |
| 2012年 | STR7       | フェラーリ Tipo056 2.4L V8                   | P      | ベルニュ         | 11  | 8   | 16  | 14  | 12  | 12  | 15  | Ret | 14  | 14  | 16  | 8   | Ret | Ret | 13  | 8   | 15  | 12  | Ret | 8   |     | 16 | 26       | 9位        |
| 2013年 | STR8       | フェラーリ Tipo056 2.4L V8                   | P      |                  | AUS | MAL | CHN | BHR | ESP | MON | CAN | GBR | GER | HUN | BEL | ITA | SIN | KOR | JPN | IND | ABU | USA | BRA |     |     |    | 33       | 8位        |
| 2013年 | STR8       | フェラーリ Tipo056 2.4L V8                   | P      | ベルニュ         | 12  | 10  | 12  | Ret | Ret | 8   | 6   | Ret | Ret | 12  | 12  | Ret | 14  | 18† | 12  | 13  | 17  | 16  | 15  |     |     | 13 | 33       | 8位        |
| 2013年 | STR8       | フェラーリ Tipo056 2.4L V8                   | P      | リカルド         | Ret | 18† | 7   | 16  | 10  | Ret | 15  | 8   | 12  | 13  | 10  | 7   | Ret | 19† | 13  | 10  | 16  | 11  | 10  |     |     | 20 | 33       | 8位        |
| 2014年 | STR9       | ルノー エナジー F1-2014 1.6L V6ターボ        | P      |                  | AUS | MAL | BHR | CHN | ESP | MON | CAN | AUT | GBR | GER | HUN | BEL | ITA | SIN | JPN | RUS | USA | BRA | ABU |     |     |    | 30       | 7位        |
| 2014年 | STR9       | ルノー エナジー F1-2014 1.6L V6ターボ        | P      | ベルニュ         | 8   | Ret | Ret | 12  | Ret | Ret | 8   | Ret | 10  | 13  | 9   | 11  | 13  | 6   | 9   | 13  | 10  | 13  | 12  |     |     | 22 | 30       | 7位        |
| 2014年 | STR9       | ルノー エナジー F1-2014 1.6L V6ターボ        | P      | クビアト         | 9   | 10  | 11  | 10  | 14  | Ret | Ret | Ret | 9   | Ret | 14  | 9   | 11  | 14  | 11  | 14  | 15  | 11  | Ret |     |     | 8  | 30       | 7位        |
| 2015年 | STR10      | ルノー エナジー F1-2015 1.6L V6ターボ        | P      |                  | AUS | MAL | CHN | BHR | ESP | MON | CAN | AUT | GBR | HUN | BEL | ITA | SIN | JPN | RUS | USA | MEX | BRA | ABU |     |     |    | 67       | 7位        |
| 2015年 | STR10      | ルノー エナジー F1-2015 1.6L V6ターボ        | P      | フェルスタッペン | Ret | 7   | 17† | Ret | 11  | Ret | 15  | 8   | Ret | 4   | 8   | 12  | 8   | 9   | 10  | 4   | 9   | 9   | 16  |     |     | 49 | 67       | 7位        |
| 2015年 | STR10      | ルノー エナジー F1-2015 1.6L V6ターボ        | P      | サインツ         | 9   | 8   | 13  | Ret | 9   | 10  | 12  | Ret | Ret | Ret | Ret | 11  | 9   | 10  | Ret | 7   | 13  | Ret | 11  |     |     | 18 | 67       | 7位        |
| 2016年 | STR11      | フェラーリ 060 1.6L V6ターボ                 | P      |                  | AUS | BHR | CHN | RUS | ESP | MON | CAN | EUR | AUT | GBR | HUN | GER | BEL | ITA | SIN | MAL | JPN | USA | MEX | BRA | ABU |    | 63       | 7位        |
| 2016年 | STR11      | フェラーリ 060 1.6L V6ターボ                 | P      | フェルスタッペン | 10  | 6   | 8   | Ret |     |     |     |     |     |     |     |     |     |     |     |     |     |     |     |     |     | 13 | 63       | 7位        |
| 2016年 | STR11      | フェラーリ 060 1.6L V6ターボ                 | P      | クビアト         |     |     |     |     | 10  | Ret | 12  | Ret | Ret | 10  | 16  | 15  | 14  | Ret | 9   | 14  | 13  | 11  | 18  | 13  | Ret | 4  | 63       | 7位        |
| 2016年 | STR11      | フェラーリ 060 1.6L V6ターボ                 | P      | サインツ         | 9   | Ret | 9   | 12  | 6   | 8   | 9   | Ret | 8   | 8   | 8   | 14  | Ret | 15  | 14  | 11  | 17  | 6   | 16  | 6   | Ret | 46 | 63       | 7位        |
| 2017年 | STR12      | トロ・ロッソ （ルノー R.E.17） 1.6L V6ターボ | P      |                  | AUS | CHN | BHR | RUS | ESP | MON | CAN | AZE | AUT | GBR | HUN | BEL | ITA | SIN | MAL | JPN | USA | MEX | BRA | ABU |     |    | 53       | 7位        |
| 2017年 | STR12      | トロ・ロッソ （ルノー R.E.17） 1.6L V6ターボ | P      | クビアト         | 9   | Ret | 12  | 12  | 9   | 15† | Ret | Ret | 16  | 15  | 11  | 12  | 12  | Ret |     |     | 10  |     |     |     |     | 5  | 53       | 7位        |
| 2017年 | STR12      | トロ・ロッソ （ルノー R.E.17） 1.6L V6ターボ | P      | サインツ         | 8   | 7   | Ret | 10  | 7   | 6   | Ret | 8   | Ret | Ret | 7   | 10  | 14  | 4   | Ret | Ret |     |     |     |     |     | 48 | 53       | 7位        |
| 2017年 | STR12      | トロ・ロッソ （ルノー R.E.17） 1.6L V6ターボ | P      | ガスリー         |     |     |     |     |     |     |     |     |     |     |     |     |     |     | 14  | 13  |     | 13  | 12  | 16  |     | 0  | 53       | 7位        |
| 2017年 | STR12      | トロ・ロッソ （ルノー R.E.17） 1.6L V6ターボ | P      | ハートレイ       |     |     |     |     |     |     |     |     |     |     |     |     |     |     |     |     | 13  | Ret | Ret | 15  |     | 0  | 53       | 7位        |
| 2018年 | STR13      | ホンダ RA618H 1.6L V6ターボ                  | P      |                  | AUS | BHR | CHN | AZE | ESP | MON | CAN | FRA | AUT | GBR | GER | HUN | BEL | ITA | SIN | RUS | JPN | USA | MEX | BRA | ABU |    | 33       | 9位        |
| 2018年 | STR13      | ホンダ RA618H 1.6L V6ターボ                  | P      | ガスリー         | Ret | 4   | 18  | 12  | Ret | 7   | 11  | Ret | 11  | 13  | 14  | 6   | 9   | 14  | 13  | Ret | 11  | 12  | 10  | 13  | Ret | 29 | 33       | 9位        |
| 2018年 | STR13      | ホンダ RA618H 1.6L V6ターボ                  | P      | ハートレイ       | 15  | 17  | 20† | 10  | 12  | 19† | Ret | 14  | Ret | Ret | 10  | 11  | 14  | Ret | 17  | Ret | 13  | 9   | 14  | 11  | 12  | 4  | 33       | 9位        |
| 2019年 | STR14      | ホンダ RA619H 1.6L V6ターボ                  | P      |                  | AUS | BHR | CHN | AZE | ESP | MON | CAN | FRA | AUT | GBR | GER | HUN | BEL | ITA | SIN | RUS | JPN | MEX | USA | BRA | ABU |    | 85       | 6位        |
| 2019年 | STR14      | ホンダ RA619H 1.6L V6ターボ                  | P      | クビアト         | 10  | 12  | Ret | Ret | 9   | 7   | 10  | 14  | 17  | 9   | 3   | 15  | 7   | Ret | 15  | 12  | 10  | 11  | 12  | 10  | 9   | 37 | 85       | 6位        |
| 2019年 | STR14      | ホンダ RA619H 1.6L V6ターボ                  | P      | アルボン         | 14  | 9   | 10  | 11  | 11  | 8   | Ret | 15  | 15  | 12  | 6   | 10  |     |     |     |     |     |     |     |     |     | 16 | 85       | 6位        |
| 2019年 | STR14      | ホンダ RA619H 1.6L V6ターボ                  | P      | ガスリー         |     |     |     |     |     |     |     |     |     |     |     |     | 9   | 11  | 8   | 14  | 7   | 9   | 16  | 2   | 18  | 32 | 85       | 6位        |

- 太字はポールポジション、斜字はファステストラップ。(key)
- † 印はリタイアだが、90%以上の距離を走行したため規定により完走扱い。
- 2009年第2戦マレーシアGPは雨天で赤旗中断となり規定周回数の75％を満たさなかったため、獲得ポイントは半分となる。

## ギャラリー
- カスタマーカー時代（2006年 - 2009年）

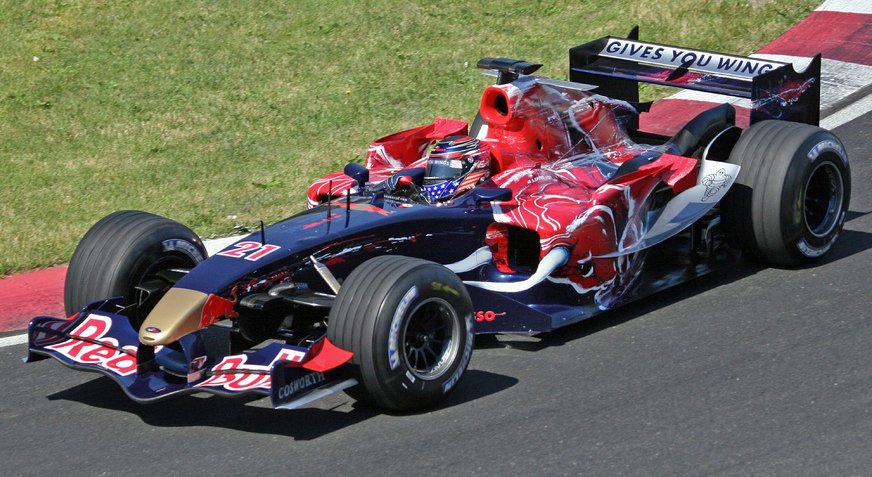
STR1 コスワース (2006)
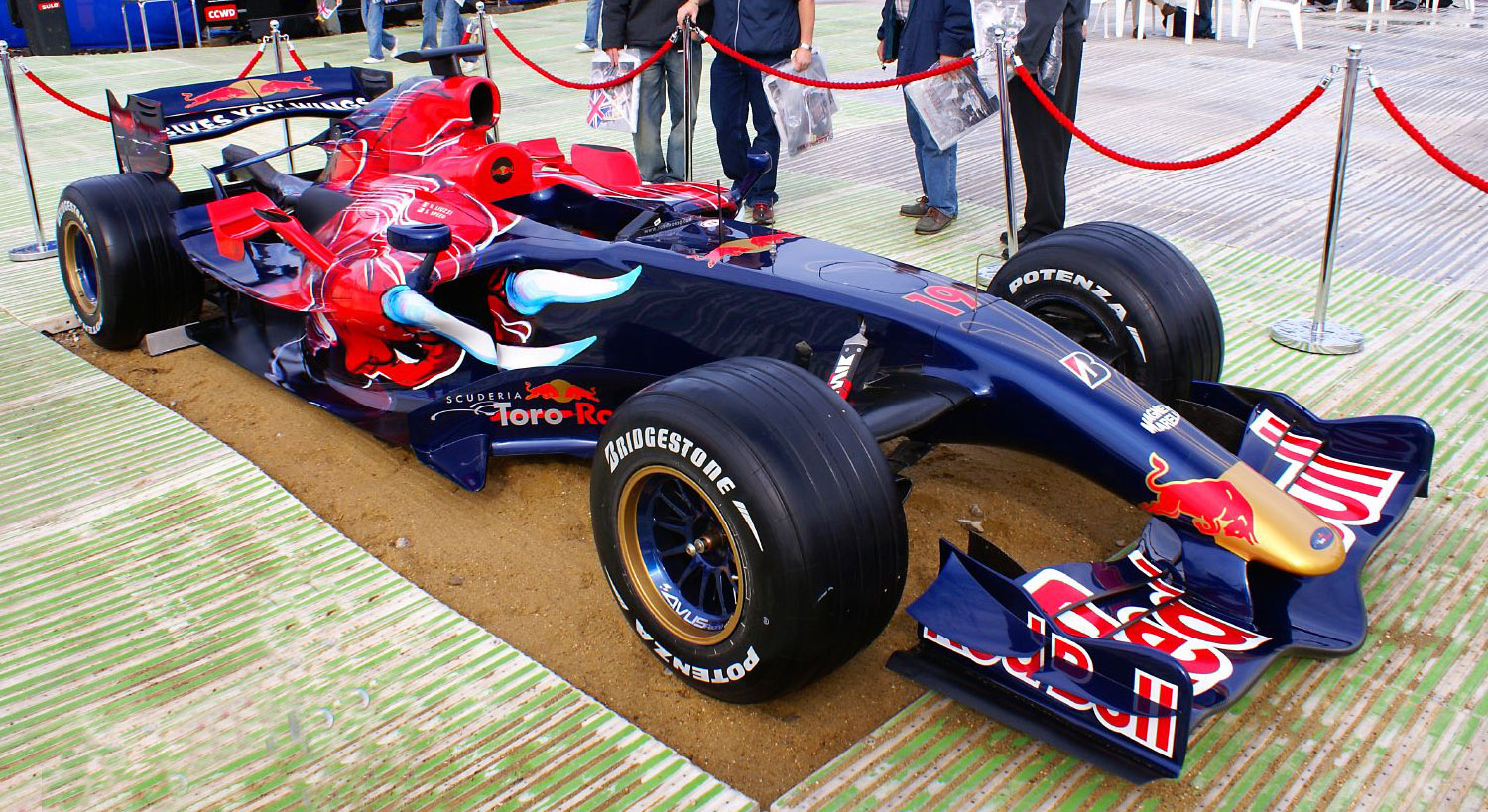
STR2 フェラーリ (2007)
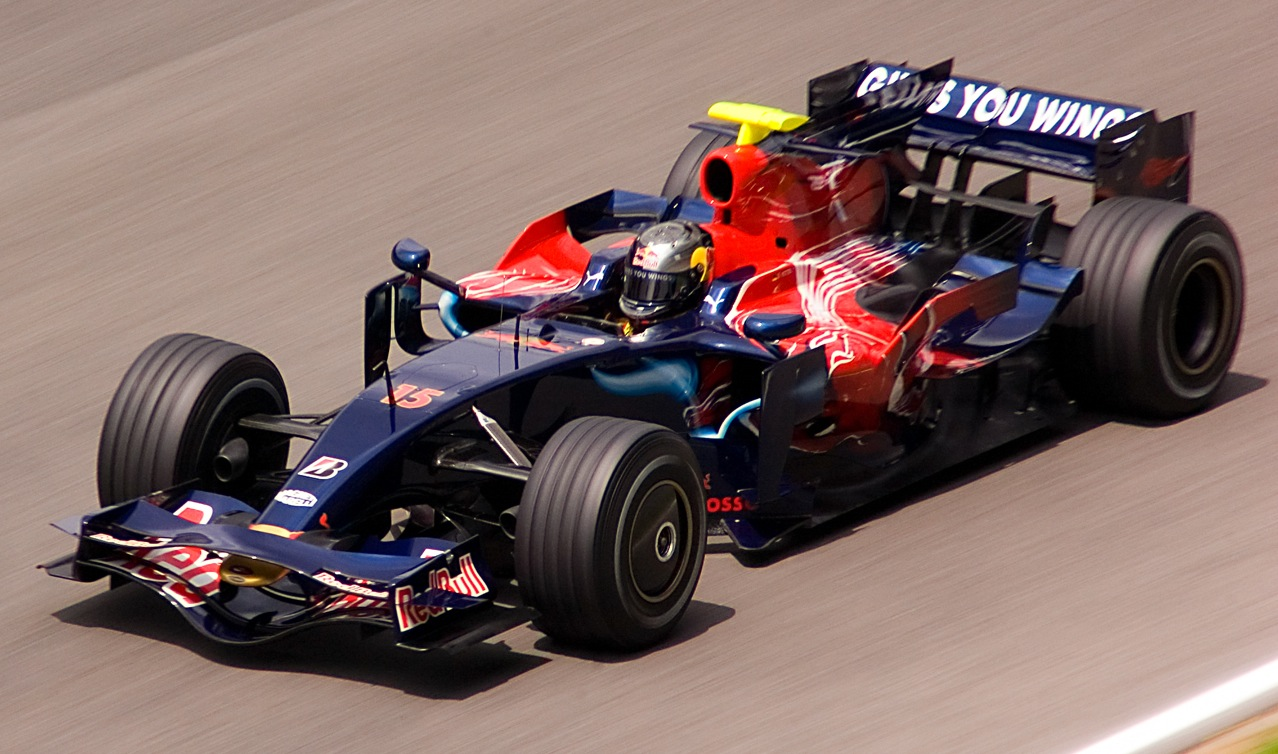
STR3 フェラーリ (2008)
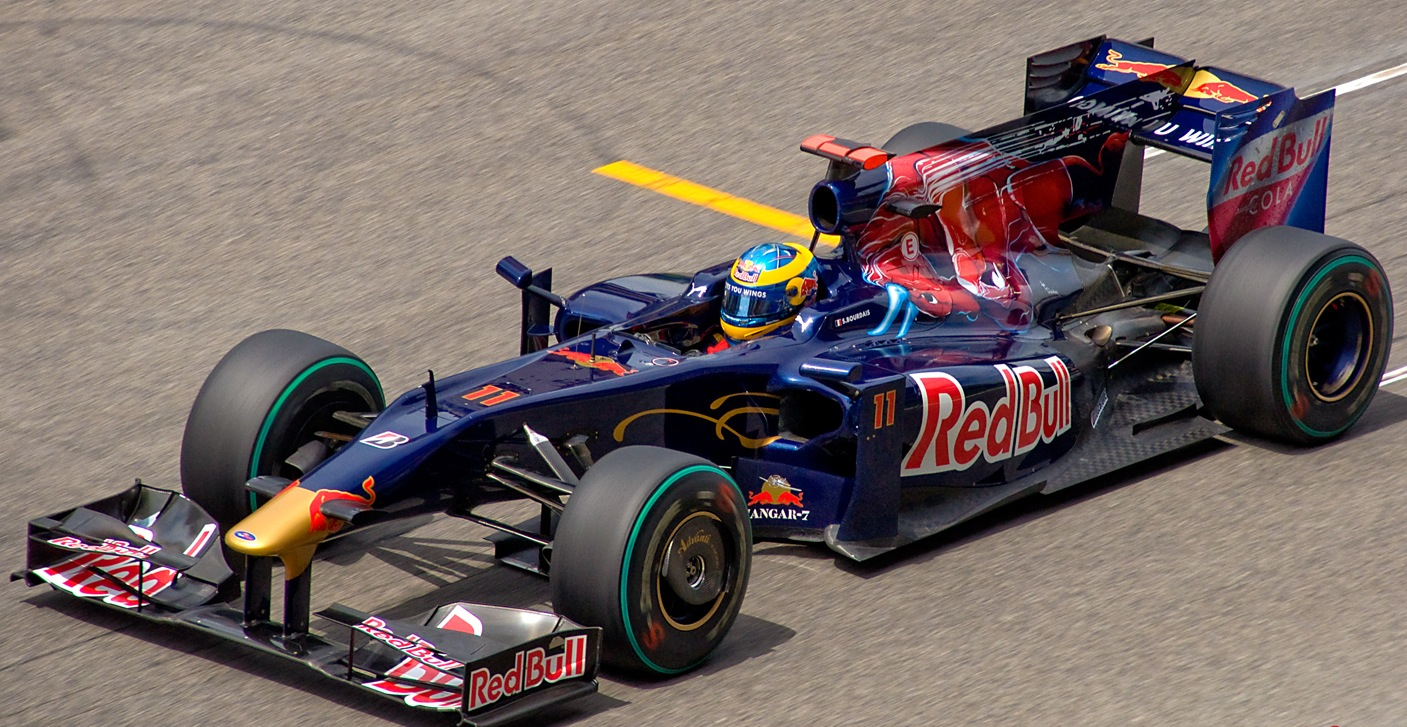
STR4 フェラーリ (2009)

- 独自設計に変更以降（2010年 - 2013年）

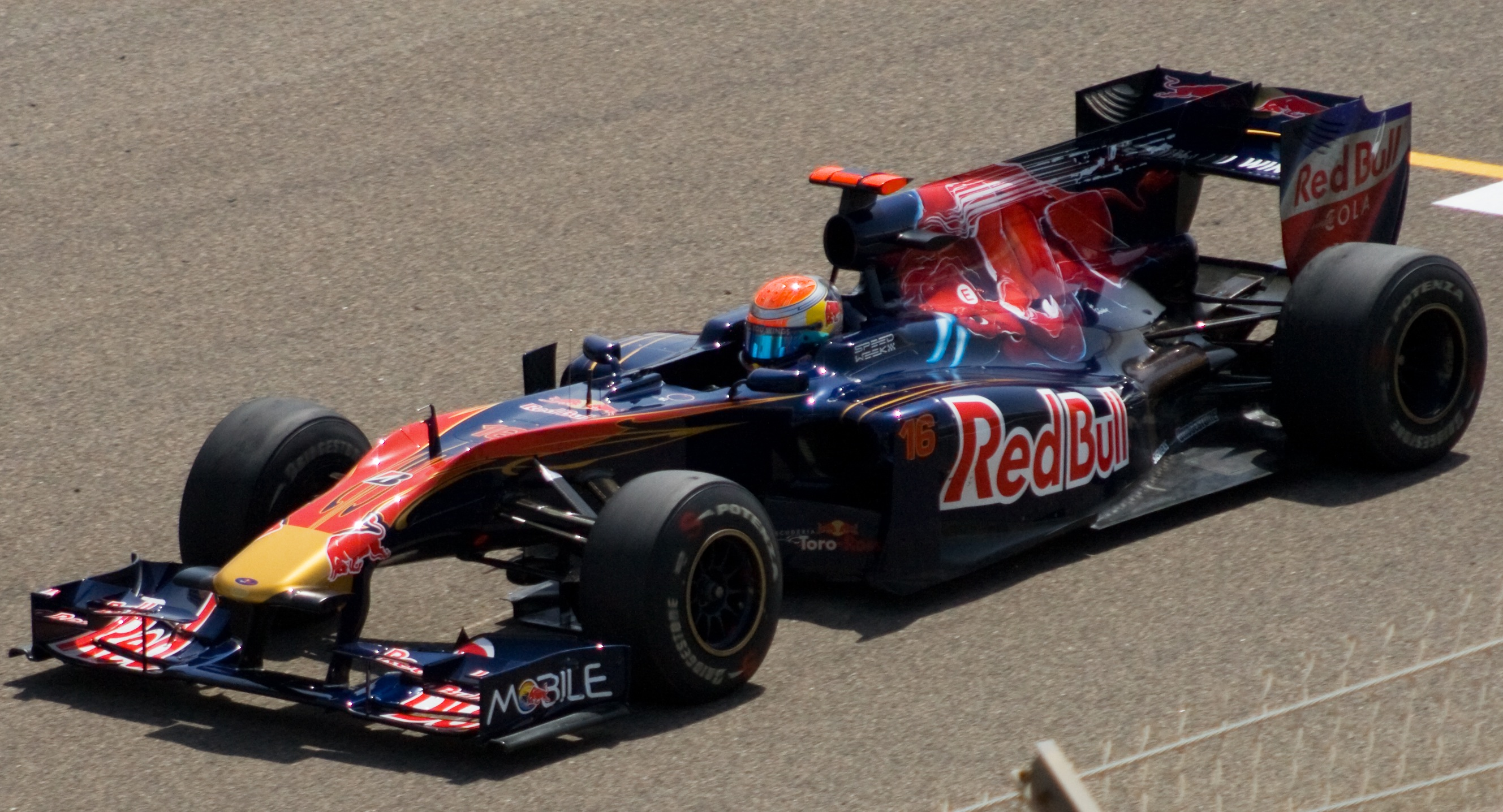
STR5 フェラーリ (2010)
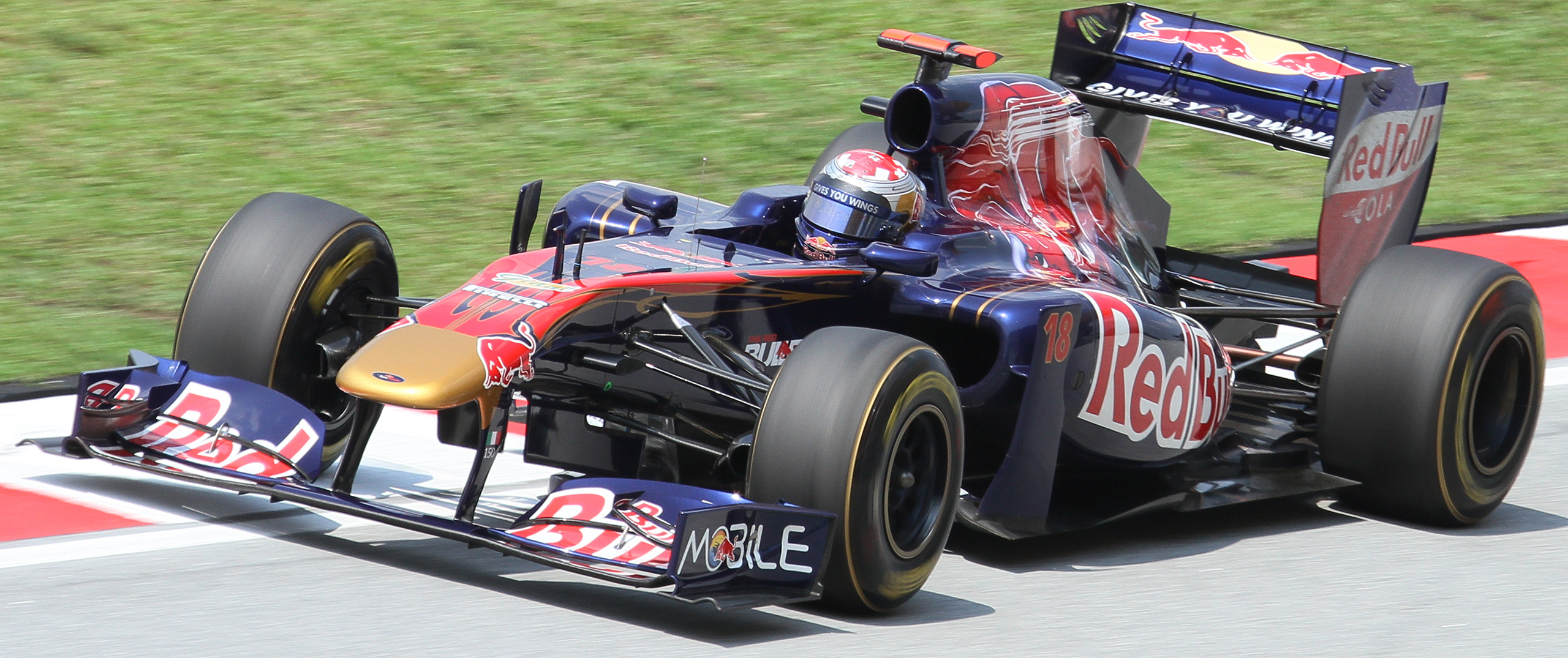
STR6 フェラーリ (2011)
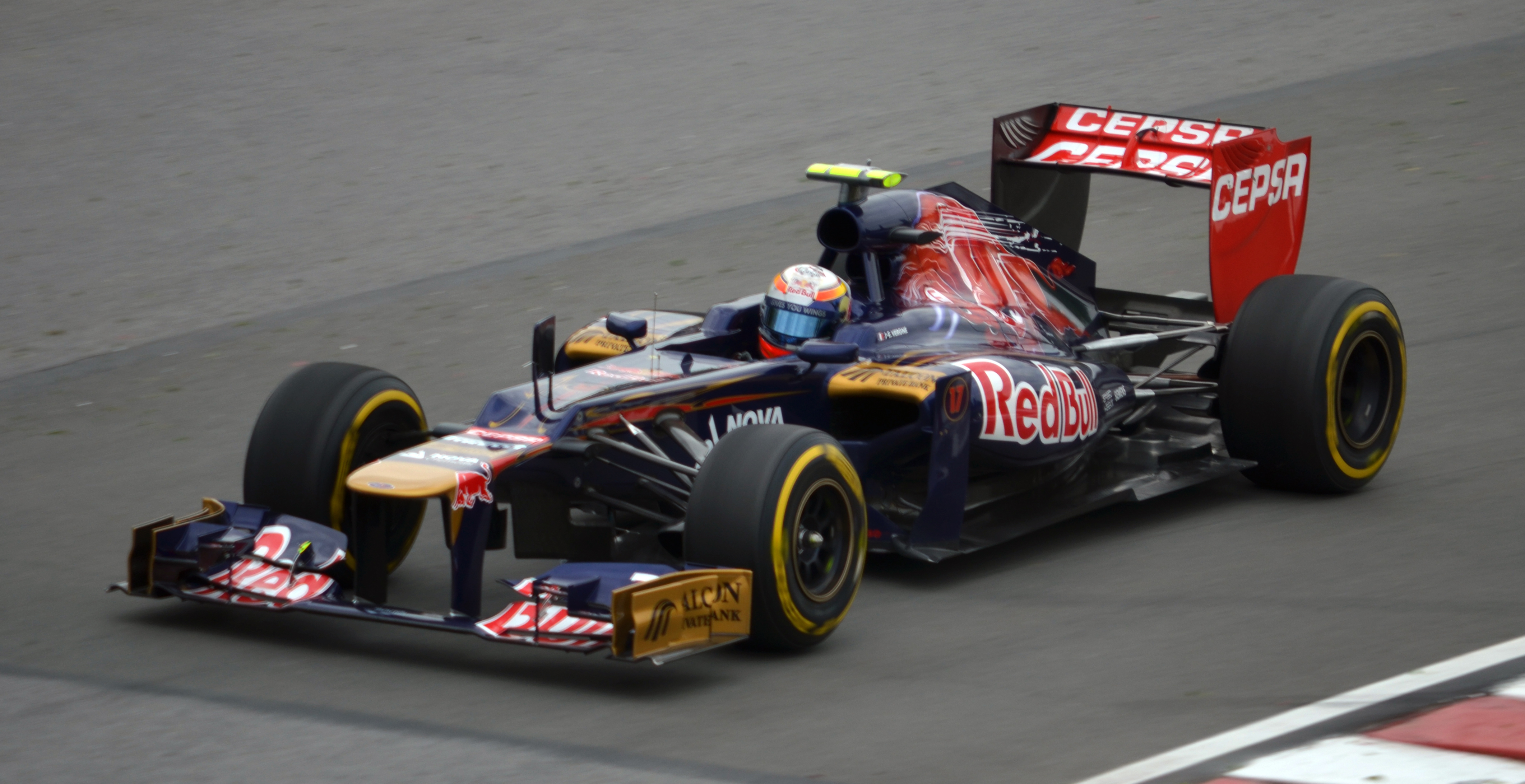
STR7 フェラーリ (2012)
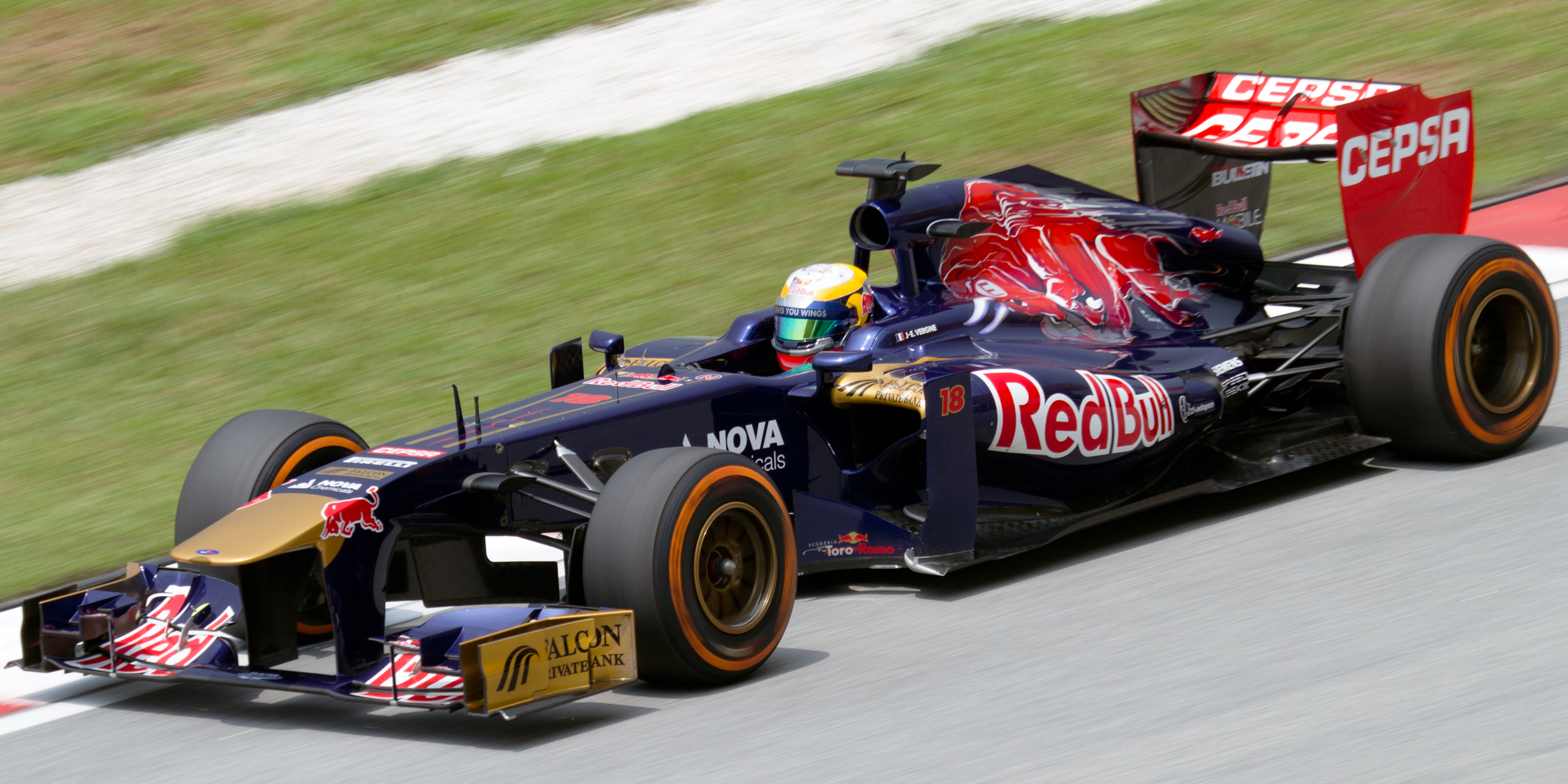
STR8 フェラーリ (2013)

- パワーユニット搭載以降（2014年 - 2019年）

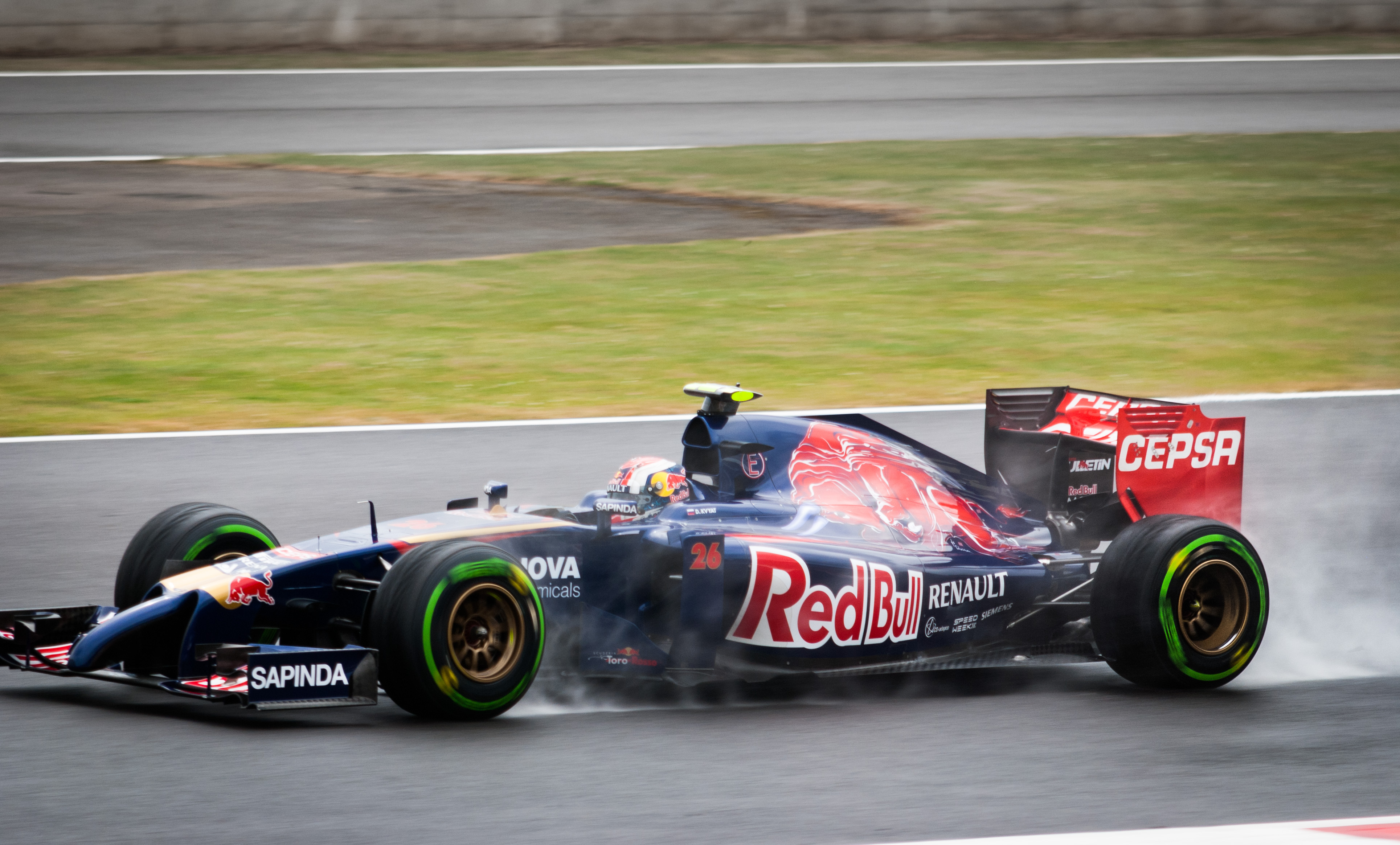
STR9 ルノー (2014)
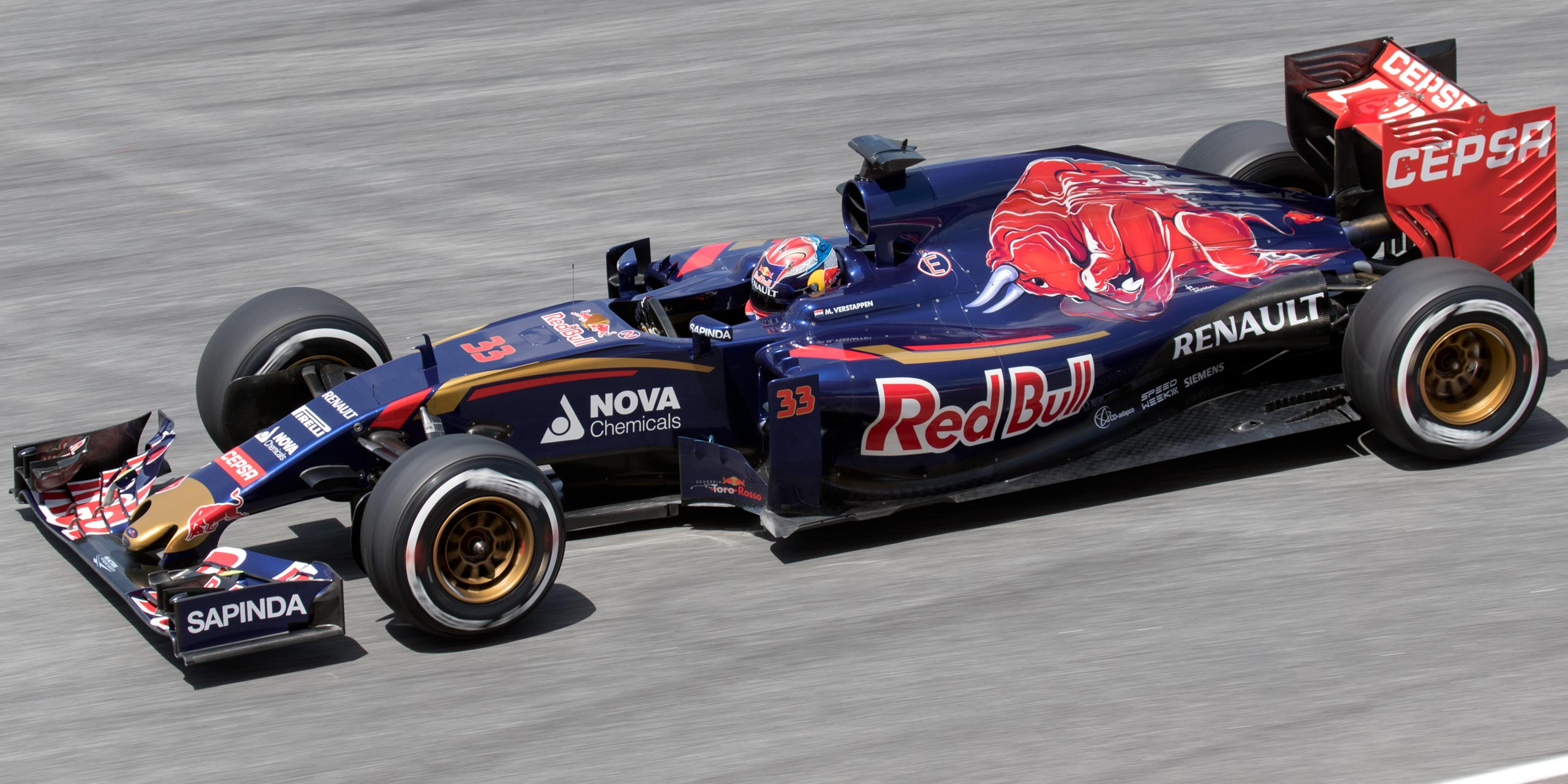
STR10 ルノー (2015)
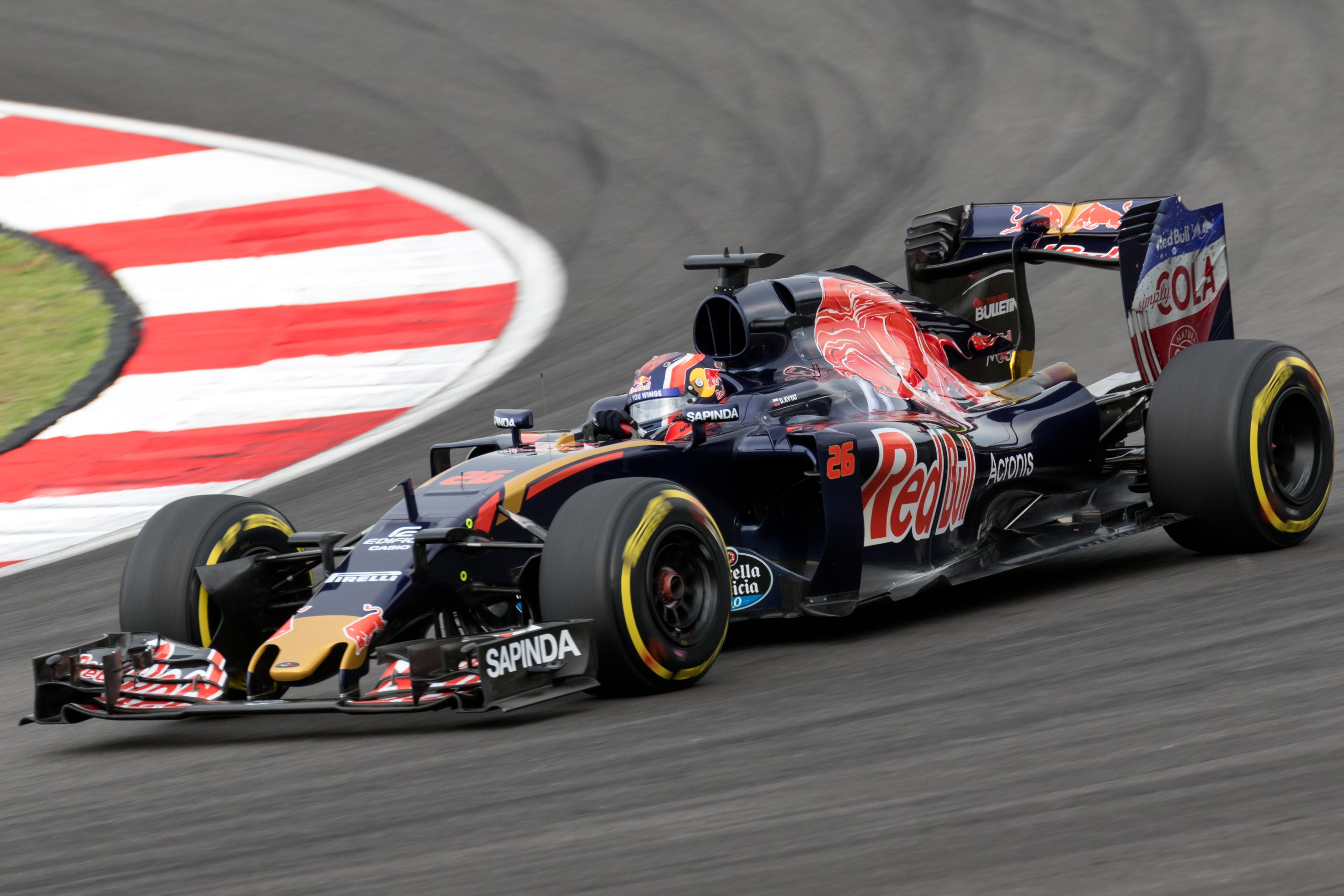
STR11 フェラーリ (2016)
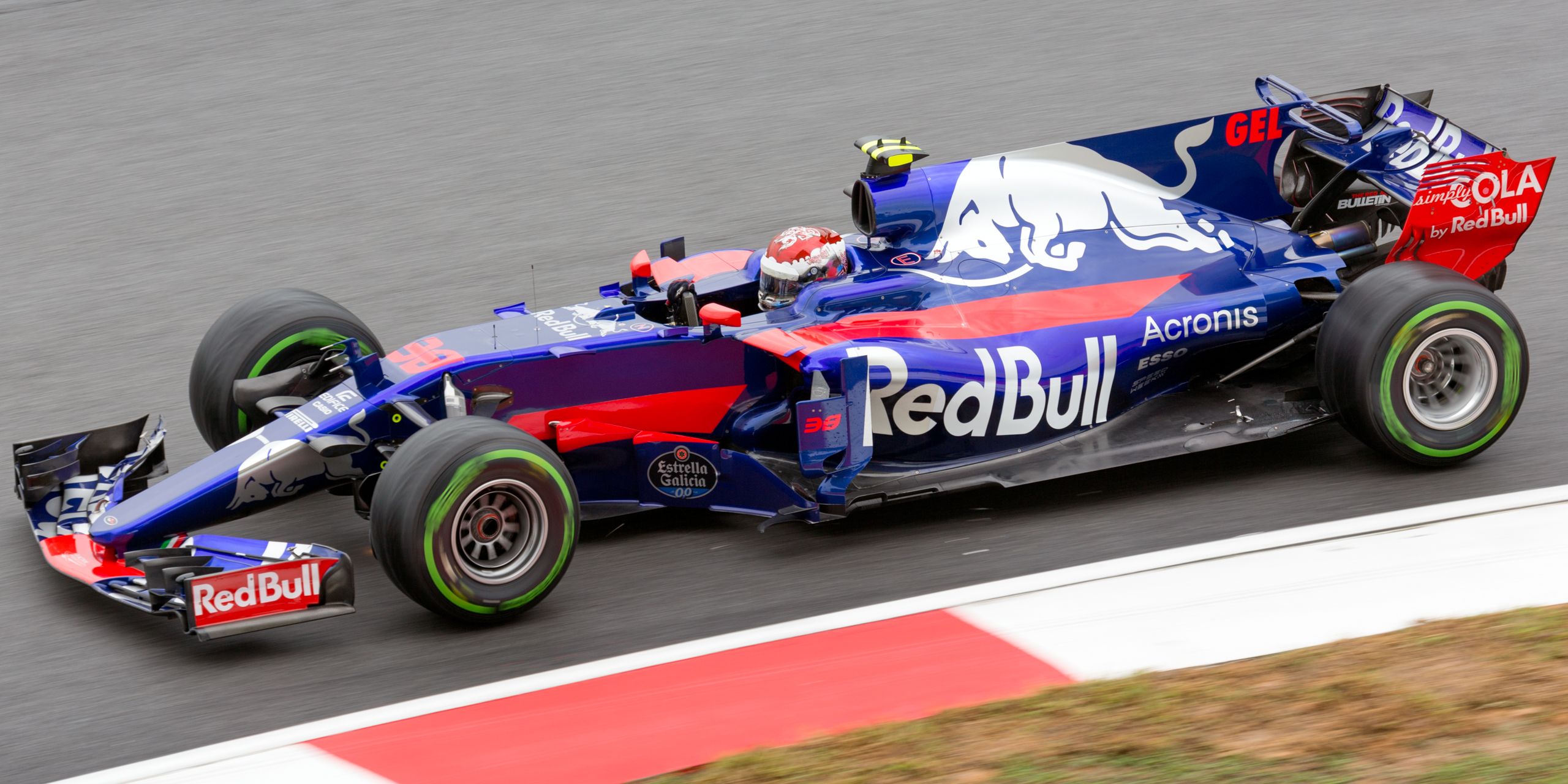
STR12 ルノー (2017)
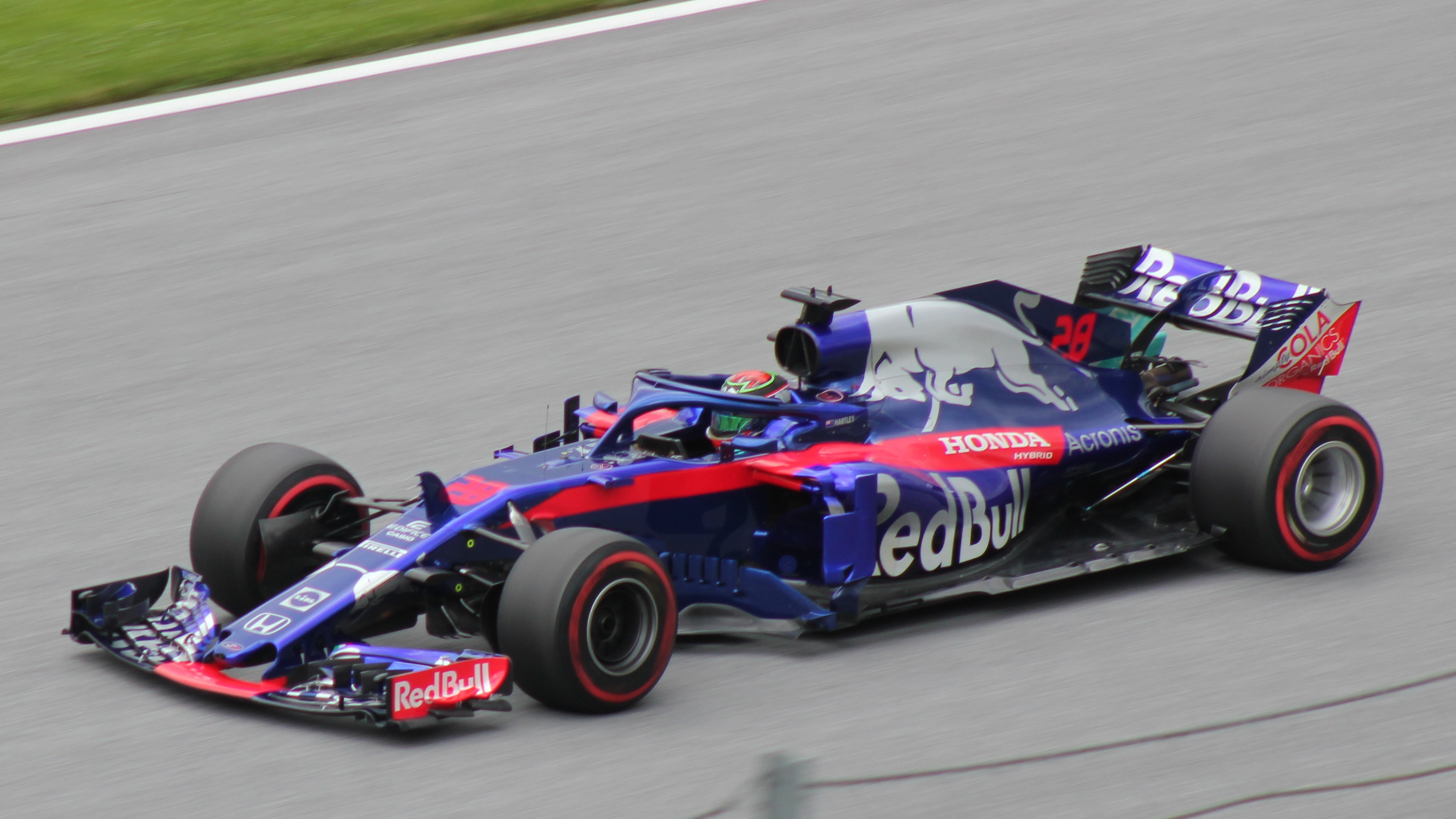
STR13 ホンダ (2018)
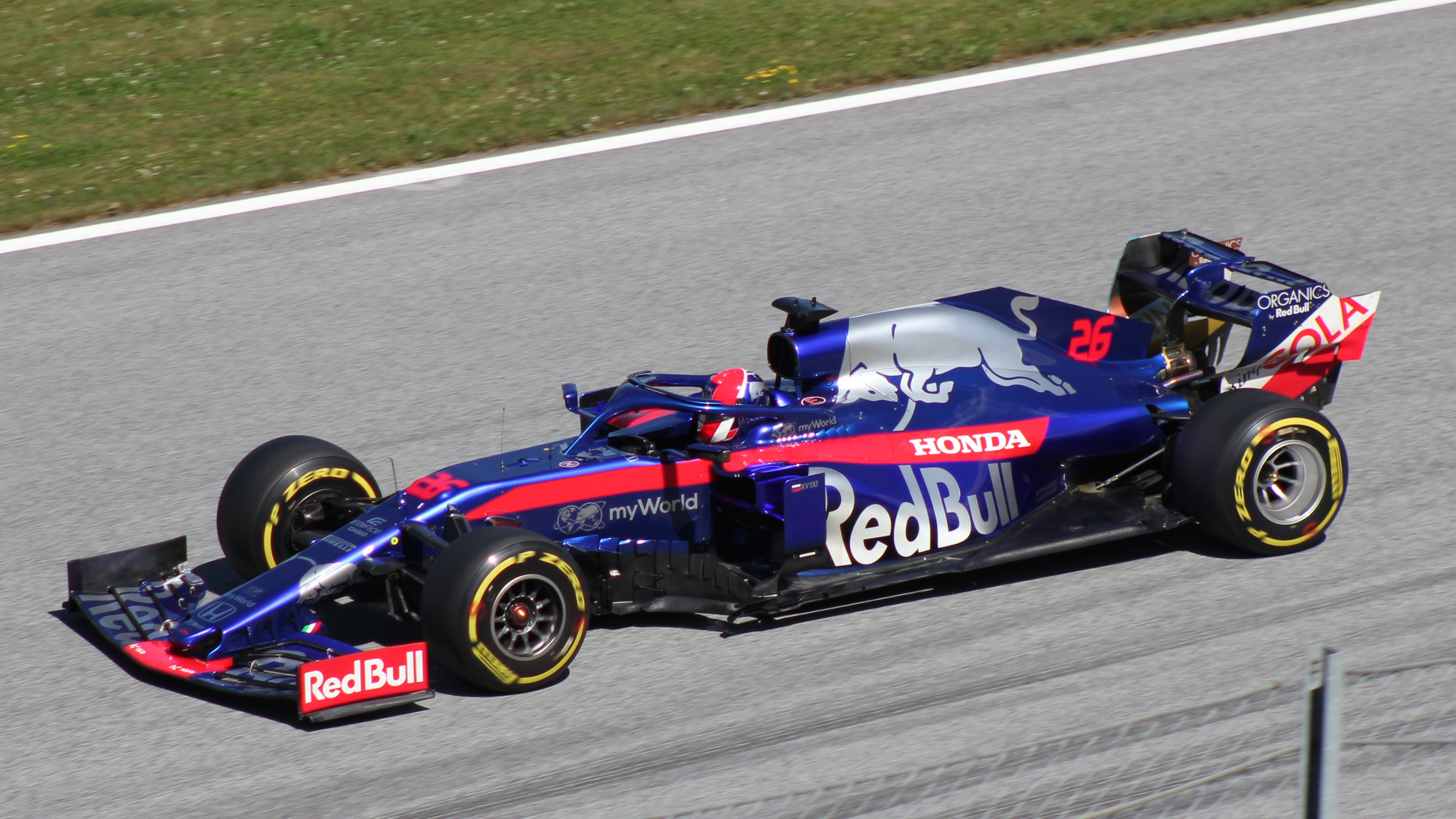
STR14 ホンダ (2019)